# Cleopatra
(Plinio il Vecchio, Nat. hist., IX, 58)
Cleopatra Tèa Filopàtore (in greco antico: Κλεοπάτρα Θεὰ Φιλοπάτωρ?; in egizio: ḳliw-pꜣ-drꜣ, qliu-pa-dra; in latino Clĕŏpătra Thĕa Philopătōr; 70/69 a.C. – Alessandria d'Egitto, 12 agosto 30 a.C.), chiamata nella storiografia moderna Cleopatra VII o semplicemente Cleopatra, è stata una regina egizia appartenente al periodo tolemaico, regnante dal 52 a.C. alla sua morte.
Fu l'ultima sovrana della dinastia tolemaica a regnare in Egitto e anche l'ultima di tutta l'età ellenistica, la cui fine si fa coincidere proprio con la sua morte. Donna forte e indipendente, portò avanti una politica espansiva e accentratrice, nonostante il continuo avanzare dell'egemonia della Repubblica romana nel mar Mediterraneo; Cleopatra riuscì, infatti, a relazionarsi efficacemente con Roma, grazie anche al rapporto personale che instaurò con due importanti generali romani, Giulio Cesare e Marco Antonio, ed ebbe un ruolo centrale nell'ultima guerra civile repubblicana (44-31 a.C.), che portò alla nascita dell'Impero romano per iniziativa di Ottaviano Augusto.
Dopo una breve co-reggenza con il padre Tolomeo XII Aulete tra il 52 e il 51 a.C., alla morte di questi Cleopatra salì al trono insieme al fratello minore, Tolomeo XIII; successivamente, a seguito della guerra civile alessandrina (48-47 a.C.), regnò congiuntamente all'altro fratello, Tolomeo XIV, fino alla morte di questi nel 44 a.C., e infine con il figlio maggiore, Tolomeo XV Cesare. Non detenne quindi mai nominalmente il potere da sola, ma in realtà fu sempre lei a comandare sul proprio regno.
È inoltre con tutta probabilità tra le più famose personalità dell'antico Egitto e della storia universale: fin dai tempi antichi, infatti, la sua figura è stata al centro di racconti e ricostruzioni storiche più o meno fantasiose, che l'hanno portata a sopravvivere nell'immaginario comune fino all'epoca contemporanea.

## Biografia

### Origini familiari

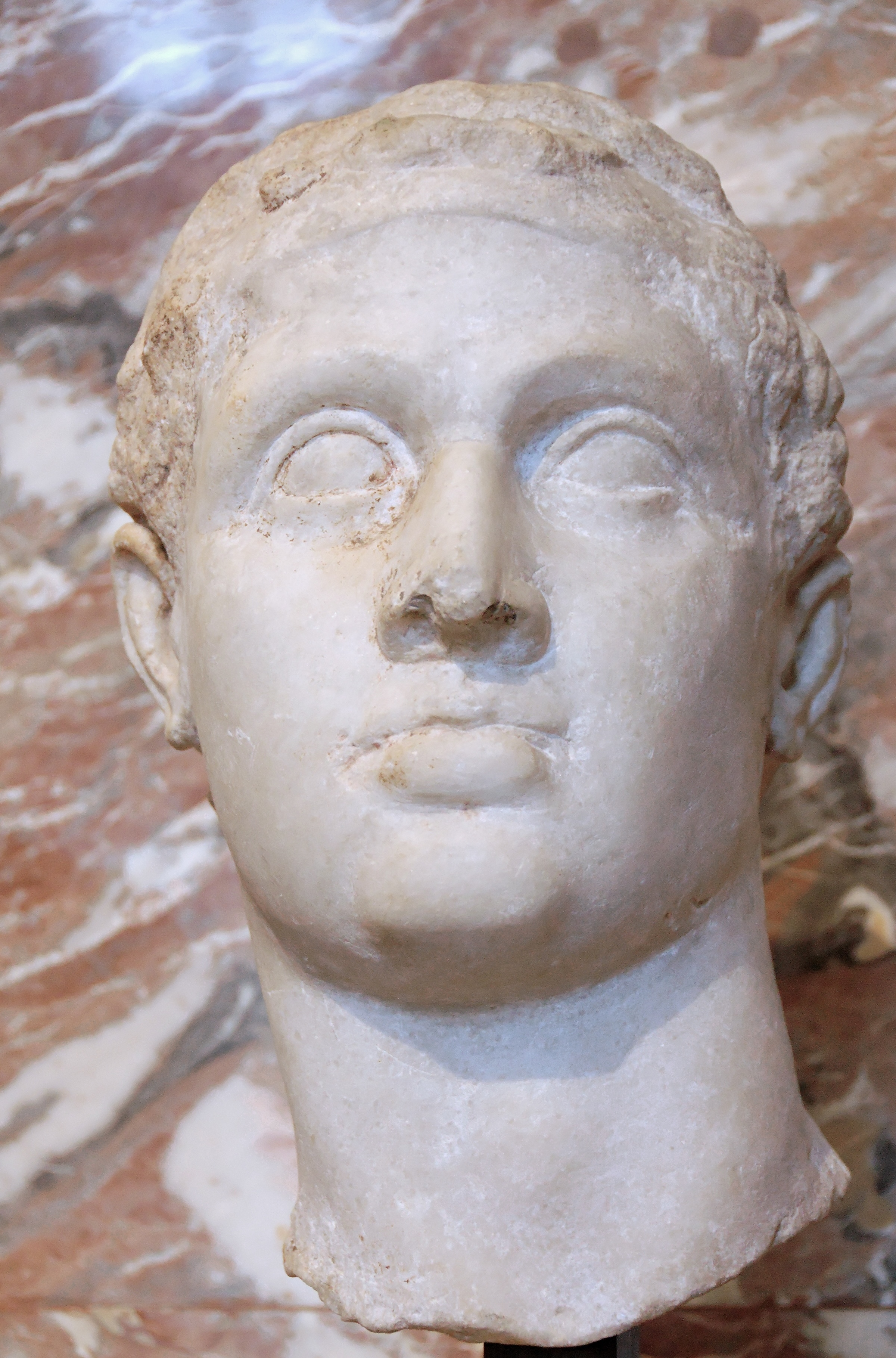
Testa di Tolomeo XII Aulete, padre di Cleopatra (Museo del Louvre, Parigi)

Cleopatra era figlia del faraone Tolomeo XII Aulete e di una donna sconosciuta. Alcuni storici considerano Cleopatra figlia dell'omonima Cleopatra V Trifena, sorella e unica moglie conosciuta di Tolomeo XII, ma lo storico antico Strabone dice indirettamente che era una figlia illegittima. Un'altra teoria indica come madre di Cleopatra una donna di origini egizie, probabilmente membro della famiglia del gran sacerdote di Ptah, con ascendenze sia egizie sia macedoni, visto il legame di Cleopatra con la cultura locale, non comune tra i Tolomei. Sempre secondo la testimonianza di Strabone, Tolomeo XII ebbe solamente una figlia legittima, Berenice IV (da Cleopatra VI), due figlie illegittime (Cleopatra e Arsinoe IV) e due figli illegittimi (Tolomeo XIII e Tolomeo XIV).
Cleopatra apparteneva all'antica famiglia dei Tolomei (o Lagidi) ed era quindi discendente del diadoco Tolomeo I Sotere, fondatore della dinastia e amico d'infanzia di Alessandro Magno; discendeva, inoltre, attraverso l'antenata Cleopatra I, che aveva sposato Tolomeo V Epifane, anche da Seleuco I Nicatore, un altro diadoco, potendo così vantare nobili origini greco-macedoni. Era imparentata con Tolomeo di Cipro e Cleopatra Berenice, fratellastri del padre, ma anche con Tolomeo IX, suo nonno, e, grazie a matrimoni dinastici, con molti membri della dinastia seleucide.

### Giovinezza (70/69-51 a.C.)
Cleopatra nacque tra la fine del 70 e il 69 a.C. (sicuramente prima del 14 gennaio 69 a.C. e probabilmente durante o dopo il mese di dicembre del 70 a.C.), nel 12º anno di regno del padre, e nel periodo seguente, dal 68 a.C. al 59 a.C., vennero al mondo da diverse madri ignote la sorella Arsinoe IV e i fratelli Tolomeo XIII e Tolomeo XIV. Da piccola Cleopatra studiò nella Biblioteca e nel Museo di Alessandria, e sappiamo che il suo tutore fu Filostrato, che l'avviò alla filosofia, alla retorica e all'oratoria; la sua educazione fu molto vasta e coprì anche i campi della medicina, della fisica e della farmacologia. Sappiamo inoltre che Cleopatra, da regina, era in grado di parlare, nonché probabilmente leggere e scrivere, nelle lingue di «Etiopi, Trogloditi, Ebrei, Arabi, Siri, Medi, Parti e molti altri», come ci dice Plutarco; tra questi altri idiomi c'erano sicuramente il greco antico, l'egizio e il latino e probabilmente altre lingue nord-africane.
Nel 59 a.C., il padre, Tolomeo Aulete, ottenne il riconoscimento di amicus et socius populi romani, grazie all'appoggio dei triumviri Giulio Cesare e Pompeo. Nell'estate del 58 a.C., però, il sovrano fu costretto a lasciare l'Egitto a causa di rivolte scatenate dalla crescente crisi economica del regno (con il conseguente innalzamento delle tasse) e dal mancato impegno nel proteggere il regno cliente di Cipro dall'invasione romana dell'isola; in quello stesso anno, l'esercito romano guidato da Marco Porcio Catone aveva strappato infatti Cipro al fratellastro di Tolomeo, Tolomeo di Cipro, che si era ucciso per non essere catturato.

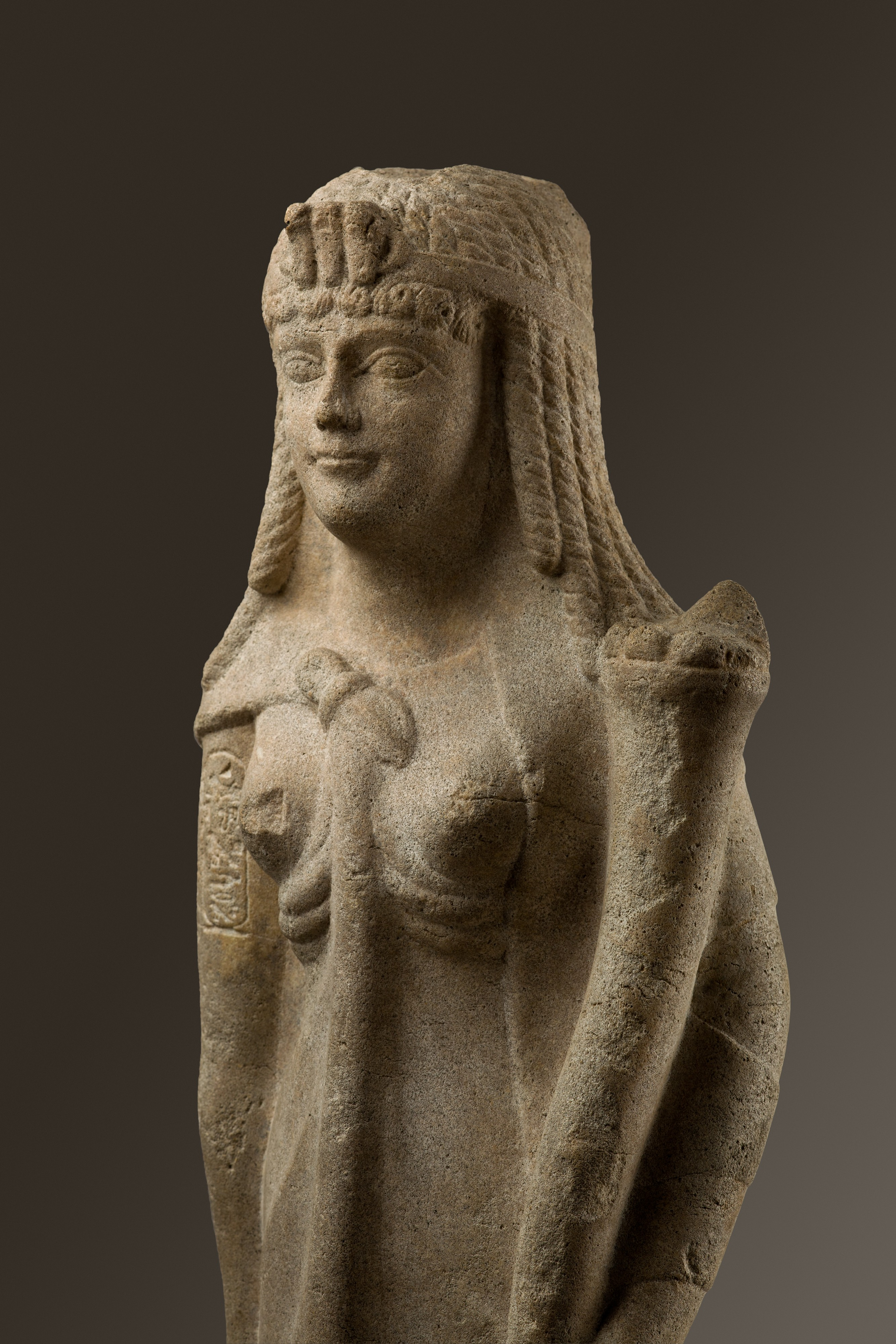
Particolare di Cleopatra VII in marmo (89.2.660) (Metropolitan Museum of Art, New York)

Tolomeo Aulete si rifugiò quindi a Roma e Cleopatra lo seguì. In Egitto, intanto, gli Alessandrini elevarono al potere la moglie di Tolomeo, Cleopatra V Trifena, e la figlia maggiore, Berenice IV; Trifena, però, morì poco dopo e la figlia di Tolomeo si ritrovò come unica monarca del regno. Berenice si sposò quindi con il principe seleucide Seleuco Kybiosaktes, che morì poco dopo, si dice avvelenato dalla moglie per la sua incapacità di governare; la principessa si sposò nuovamente, questa volta con Archelao, un sacerdote della Cappadocia. Per riprendere il trono, Tolomeo chiese quindi aiuto ai Romani, che inviarono Aulo Gabinio, al quale Tolomeo promise anche una ricompensa di diecimila talenti. Gabinio arrivò in Egitto e catturò subito Archelao, ma, pensando che una vittoria troppo rapida gli avrebbe fatto guadagnare poco denaro, lo rilasciò, dichiarando fosse fuggito. Alla fine Gabinio riuscì a sconfiggere e uccidere Archelao, e Berenice fu condannata a morte dal suo stesso padre, che tornò in Egitto insieme a Cleopatra nel 55 a.C. In quegli anni, Cleopatra vide per la prima volta Marco Antonio, un giovane nobile romano, a quel tempo al servizio di Gabinio come comandante di cavalleria, con il quale avrebbe in seguito avuto un'importante relazione sentimentale.
Dopo che Tolomeo ritornò in Egitto, si presentò il problema della successione: la maggiore dei suoi figli era Cleopatra, ma per evitare problemi legati al fatto che fosse donna, Tolomeo decise di nominarla co-erede con il primo figlio maschio, Tolomeo XIII, chiedendo nel proprio testamento che il popolo romano facesse da guardiano ai due ragazzi dopo la loro ascesa al trono. Nel 52 a.C., tutti e quattro i figli del re ricevettero l'appellativo di "nuovi dèi" e "fratelli amanti" (Θεοι Νεοι Φιλαδελφοι, Theoi Neoi Philadelphoi) e, in quello stesso periodo, Cleopatra fu associata al trono insieme al padre, assicurando una successione ordinata, essendo il figlio maschio ancora un bambino.

### Regno (51-30 a.C.)

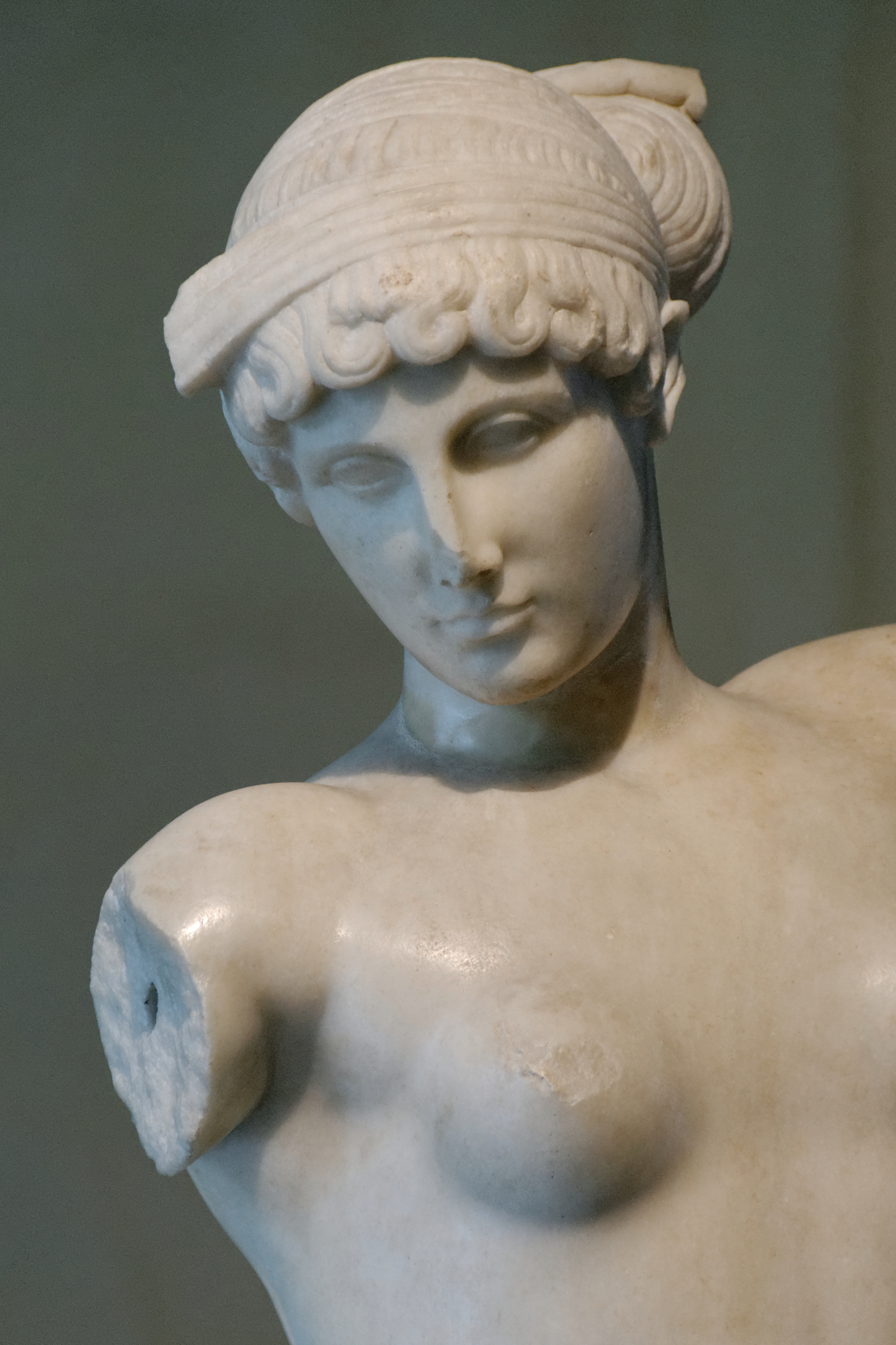
Dettaglio della Venere esquilina, statua probabilmente raffigurante Cleopatra (Musei Capitolini, Roma)

#### Primi anni ed esilio (51-48 a.C.)
Tolomeo XII morì di malattia nella primavera del 51 a.C. e Cleopatra gli succedette insieme al fratello di dieci anni Tolomeo XIII, che lei avrebbe dovuto sposare, secondo la tradizione che la dinastia tolemaica aveva iniziato con Tolomeo II e Arsinoe II, riprendendo il costume degli antichi faraoni. Tuttavia, questa unione non ebbe luogo allora e forse neanche in seguito. Cleopatra assunse immediatamente il titolo di Φιλοπάτωρ (Philopátor, "amante del padre"), in onore del defunto genitore. Sembra però che in un primo momento Cleopatra avesse fatto in modo di non far circolare la notizia della morte del padre, probabilmente per consolidare il proprio potere, tanto che a Roma la morte di Tolomeo fu confermata solo alla fine del mese di luglio. Nonostante le volontà del padre, la giovane regina decise infatti da subito di accentrare il potere nelle proprie mani e di mettere da parte Tolomeo XIII, ancora bambino: aggiunse formalmente al suo titolo l'aggettivo Θεά (Theá, "divina"), diventando Theà Philopátor ("divina amante del padre"), per enfatizzare la propria successione diretta da Tolomeo XII, e fece escludere il nome del fratello dai documenti ufficiali fino al 50 a.C. Lavorò anche per cercare appoggio nell'Alto Egitto, governato dall'epistrátegos Callimaco, dove il padre aveva goduto di una grande popolarità; le si presentò un'ottima occasione in quanto il toro sacro di Api era morto nel 52 a.C. e l'anno seguente, alla sua ascesa al trono, i sacerdoti ne avevano trovato uno nuovo, che venne consacrato il 22 marzo di quell'anno a Ermonti, alla presenza della regina.
Nella seconda metà del 50 a.C., però, l'Egitto fu colpito da una carestia, dovuta a una secca del Nilo: i nemici di Cleopatra ad Alessandria, capitale e centro del potere egizio, colsero l'occasione per far approvare un decreto il 27 ottobre, a nome di Tolomeo XIII e Cleopatra, che obbligava i mercanti a dirottare le scorte di grano dall'Alto Egitto verso la capitale, pena la morte. Indebolendo il territorio dove Cleopatra era più forte, i cortigiani miravano a minare la posizione della regina, che tra il 49 e il 48 a.C. fu costretta a lasciare Alessandria, rifugiandosi nella Tebaide. Successivamente, però, la regina decise di lasciare anche l'Alto Egitto e nella primavera del 48 a.C. fuggì insieme alla sorella minore Arsinoe IV nella Siria meridionale, dove il padre aveva avuto molti amici, con lo scopo di formare un esercito per riconquistare il trono.

#### Guerra civile e riconquista del potere (48-47 a.C.)

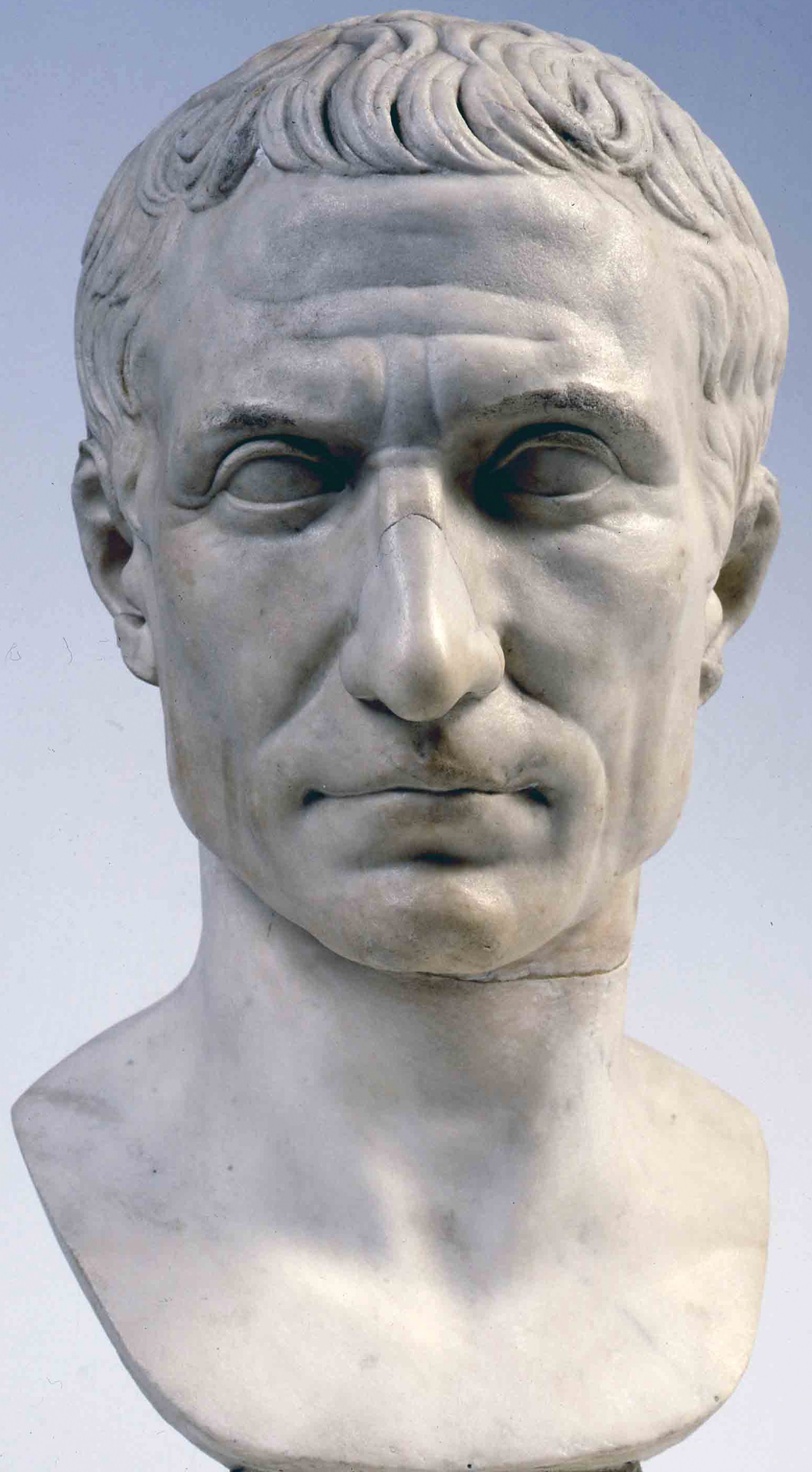
Busto di Gaio Giulio Cesare, dittatore romano e amante di Cleopatra (Musei Vaticani, Città del Vaticano)

La guerra civile tra i figli di Tolomeo Aulete era ormai imminente, quando nel settembre del 48 a.C. arrivò in Egitto il generale romano Gneo Pompeo Magno: questi, battuto da Gaio Giulio Cesare nella battaglia di Farsalo, sperava di ricevere asilo da Tolomeo XIII, visto il buon rapporto che aveva avuto con il padre Tolomeo XII; tuttavia, vista la sua recente sconfitta, ospitarlo avrebbe messo il sovrano egizio in una posizione svantaggiosa. Tolomeo XIII e i suoi consiglieri, con a capo l'eunuco Potino, temendo anche che Pompeo potesse prendere il controllo dei Gabiniani di stanza ad Alessandria e salire al potere in Egitto, decisero di farlo assassinare dall'egizio Achilla e dal romano Lucio Settimio, anche nella speranza di ingraziarsi il favore di Cesare. Inoltre Tolomeo fece mettere in prigione l'ex console Lucio Cornelio Lentulo Crure, che morì poco dopo.
Quando il vincitore di Farsalo arrivò, Tolomeo gli offrì la testa di Pompeo, ma le sue speranze non andarono a buon fine, poiché Cesare non approvò l'uccisione di un suo concittadino. Con il suo più grande rivale ormai morto, Cesare decise di rimanere in Egitto per sistemare la situazione tra Tolomeo e Cleopatra, forte del testamento del padre, che affidava al popolo romano la custodia su di loro: in qualità di console, infatti, Cesare ordinò che i due rivali smantellassero gli eserciti e risolvessero la controversia attraverso la giustizia. Tuttavia, Cesare non fu affatto ben visto dagli Egizi: si presentò ad Alessandria come un console in visita in una città assoggettata e pretese il denaro che Tolomeo XII gli aveva promesso nel 59 a.C.; per questo motivo ci furono delle sollevazioni popolari che portarono alla morte di molti suoi soldati.
I due rivali, quindi, arrivarono ad Alessandria, Tolomeo mantenendo tuttavia il proprio esercito e Cleopatra presentandosi direttamente davanti al dittatore all'insaputa del fratello; all'inizio di novembre, comunque, entrambi vennero nuovamente nominati da Cesare co-reggenti e, probabilmente adempiendo al volere di Tolomeo XII, nella stessa occasione avvenne il matrimonio tra i due; allo stesso momento, il console donò l'isola di Cipro ai fratelli minori di Cleopatra e Tolomeo, Arsinoe e Tolomeo minore. Tuttavia, nel frattempo, Potino, il reggente di Tolomeo XIII, aveva mandato ordini al generale Achilla perché facesse arrivare l'esercito da Pelusio ad Alessandria, per sconfiggere il console e liberare Tolomeo dalla sua influenza; Achilla, aiutato dai Gabiniani, arrivò in città e riuscì facilmente a conquistarne la gran parte, iniziando l'assedio del palazzo reale, dove Cesare si difendeva con i suoi pochi soldati. Il console ordinò quindi di bruciare la flotta egizia nel porto, causando la distruzione di gran parte di Alessandria, compresa la grande biblioteca; inoltre, avendo scoperto le trame di Potino e temendo che potesse far scappare Tolomeo dal palazzo, lo fece arrestare e uccidere.

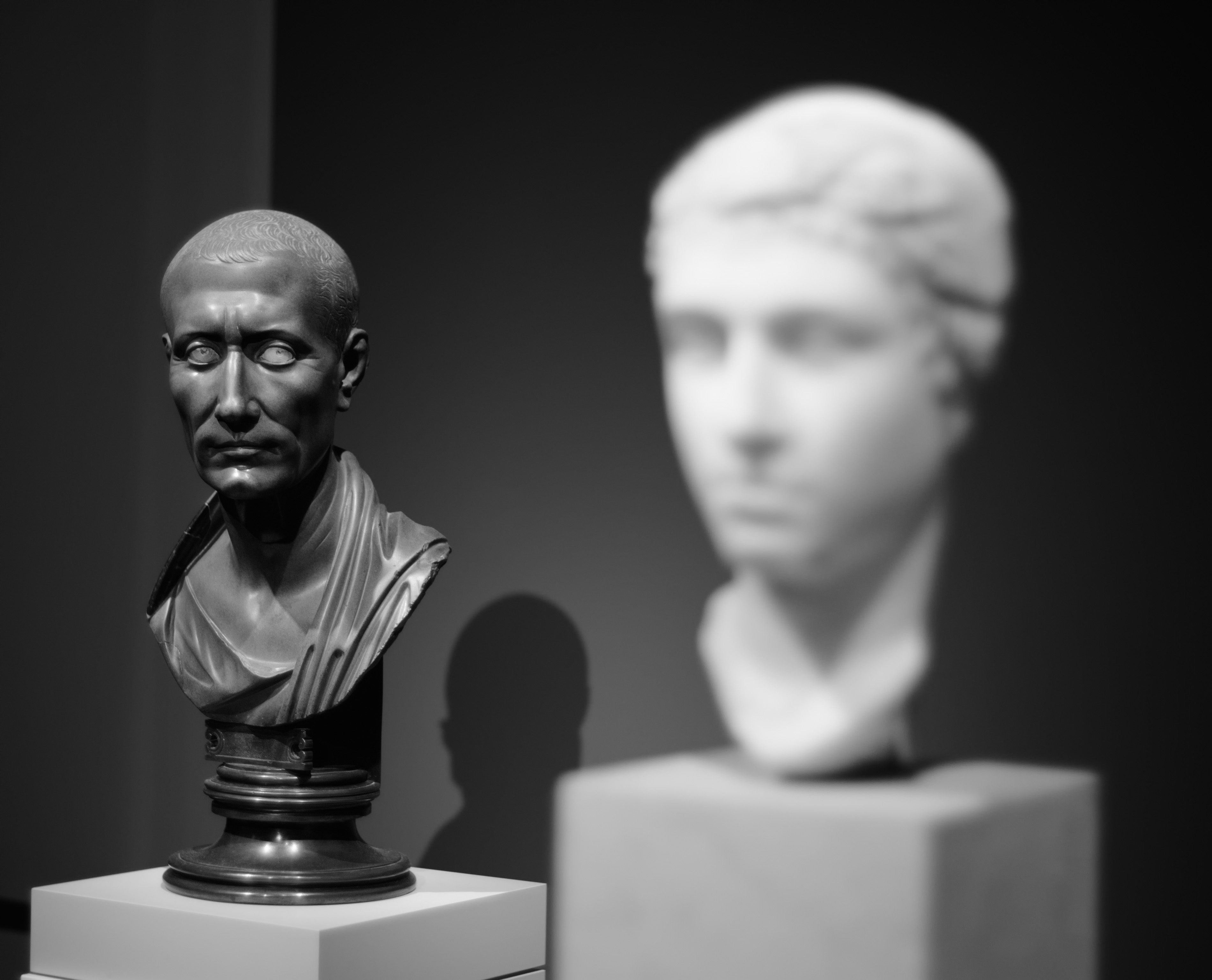
Busti di Cesare e Cleopatra (Altes Museum, Berlino)

Arsinoe, intanto, riuscì a fuggire dal palazzo con l'aiuto dell'eunuco Ganimede e si unì alle truppe assedianti; essendo però entrata in disaccordo con Achilla, lo fece uccidere e affidò il comando delle truppe a Ganimede. Dopo alcuni scontri tra le flotte, che videro la vittoria di Cesare e dei suoi alleati rodi, comandati da Eufranore, gli Egizi iniziarono a dubitare di Ganimede e Arsinoe, e decisero di consegnarli a Cesare, in cambio del rilascio di Tolomeo; questi riuscì quindi a ricongiungersi con le sue truppe. Arrivarono nello stesso tempo, però, i rinforzi di Cesare: truppe romane da Siria e Cilicia, le truppe pergamene di Mitridate e i giudei di Antipatro. Mentre Tolomeo abbandonò l'assedio per attaccare gli alleati dei Romani, le truppe di Cesare lo attaccarono il 26 e 27 marzo del 47 a.C.: le truppe egizie furono sconfitte nella battaglia del Nilo, Tolomeo morì nella fuga e Arsinoe venne catturata.
Cesare rientrò quindi nella capitale con il suo esercito in maniera trionfale e dispose una co-reggenza tra Cleopatra e il fratello più giovane, Tolomeo XIV; inoltre, bandì Arsinoe dal regno per evitare futuri scontri civili. Il generale romano, allora, partì alla volta dell'Asia per la campagna contro Farnace II del Ponto e l'Egitto rimase formalmente indipendente, anche se tre legioni romane, sotto il comando di Rufione, furono lasciate ad Alessandria, allo scopo di mantenere l'ordine pubblico, data la scarsa popolarità della regina. I due nuovi sovrani presero il nome di Θεοί Φιλοπάτορες Φιλάδελφοι (Theòi Philopátores Philádelphoi), per mantenere un'apparenza di continuità della dinastia tolemaica. Tolomeo XIV era infatti poco più che un bambino (aveva 12 o 10 anni), ma Cesare voleva probabilmente evitare di lasciare una donna da sola al comando, per non causare problemi come era accaduto con Berenice IV.
(Cassio Dione, XLII, 44.3)

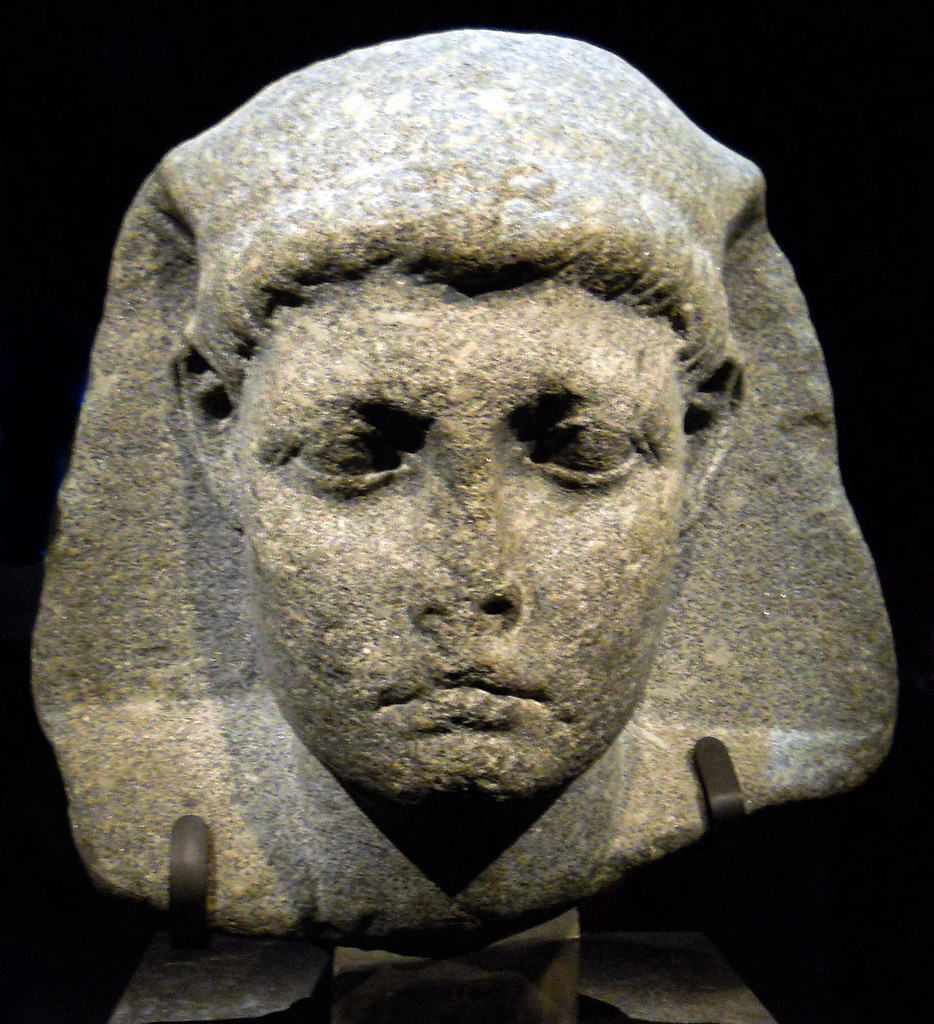
Testa colossale di Tolomeo XV Cesare, figlio di Cesare e Cleopatra (Bibliotheca Alexandrina, Alessandria d'Egitto)

Cesare rimase in Egitto per circa nove mesi. Durante la sua permanenza, tra lui e Cleopatra era nata una relazione amorosa, tanto che al tempo della partenza del dittatore romano Cleopatra era al settimo mese di gravidanza; poco dopo, infatti, nacque Tolomeo Cesare, detto Cesarione (in greco antico: Καισαρίων?, Kaisaríōn, "piccolo Cesare"). Questa unione aveva per entrambi gli amanti scopi politici: Cesare infatti si assicurò con l'Egitto un legame puramente personale, al di fuori della sua formale autorità come dittatore; Cleopatra, dal canto suo, riuscì a mantenere l'indipendenza delle proprie terre e a riacquistare Cipro (l'isola era infatti stata conquistata dai Romani nel 58 a.C. e venne riportata sotto il dominio tolemaico grazie alla donazione di Cesare a Tolomeo XIV nel 48 a.C.).

#### Amministrazione e problemi interni
A seguito della guerra civile, la città di Alessandria necessitava di un piano di ricostruzione: probabilmente in questo ambito, o comunque sotto il regno di Cleopatra, furono eretti vari monumenti nella capitale del regno egizio. Uno di questi fu il Caesareum, tempio dedicato al culto di Cesare, poi completato sotto Augusto; una sinagoga fu eretta grazie alle politiche a favore degli Ebrei portate avanti da Cesare; la Biblioteca e il Faro avevano bisogno di riparazioni, ma solo del secondo si hanno prove nelle fonti di lavori portati avanti sotto Cleopatra; infine la tomba monumentale che Cleopatra costruì per sé stessa, fatta completare anch'essa da Augusto, fu iniziata in quel periodo, nello stesso sito in cui si trovava quella di Alessandro Magno. Altre attività di costruzione in grandi complessi possono essere attribuite al regno di Cleopatra: si riprese la costruzione del tempio di Dendera, in cui sono visibili rilievi raffiguranti Cleopatra con il figlio Cesarione; a Tolemaide di Tebaide avvenne la costruzione di un nuovo tempio dedicato a Iside, sotto la supervisione di Callimaco; nel tempio di Edfu furono fatte posizionare due statue in granito di Horus, a protezione di una miniatura di Cesarione; a Deir el-Medina, nel tempio di Hathor e Iside, fu fatta erigere una stele che raffigurava la regina durante una venerazione del dio Montu, mentre Cesarione era in adorazione di Amon-Ra; anche a Ermonti il tempio di Montu fu abbellito con nuovi rilievi.

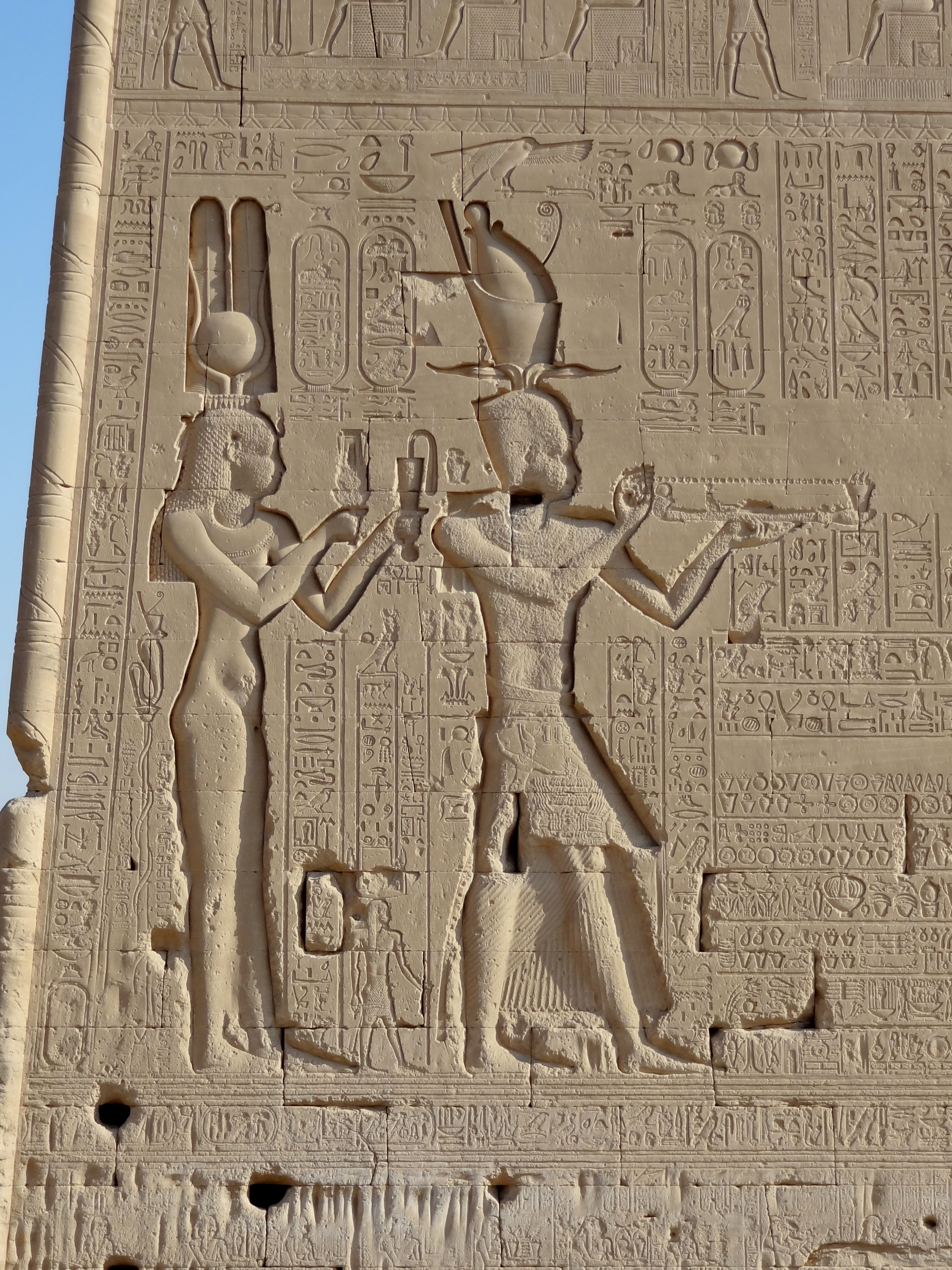
Rilievo egizio raffigurante Cleopatra, a sinistra, e Cesarione (Tempio di Hathor, Dendera)

Gli anni 40 a.C. furono difficili per l'economia e la società egizia: già nel 48 a.C. il Nilo non era esondato se non di cinque cubiti e nel 43 e 42 a.C. sembra non ci fosse stata alcuna esondazione. Il paese fu colpito da carestie e pestilenze, durante le quali fu distribuito grano ai cittadini di Alessandria; gli Ebrei, che non avevano la cittadinanza, rimasero esclusi da questi provvedimenti. Un decreto reale proteggeva tutta la forza lavoro alessandrina impegnata nell'agricoltura da aumenti d'emergenza delle tassazioni locali.

#### Soggiorno a Roma e morte di Cesare (46-41 a.C.)
(Svetonio, I Cesare, 52)
Nel mese di luglio del 46 a.C., Cesare celebrò il proprio trionfo; Cleopatra e Tolomeo XIV si recarono a Roma come ospiti; posero la loro residenza in una delle ville del dittatore sul Gianicolo, sulla sponda destra del Tevere, e in quell'occasione i due monarchi furono chiamati reges e socii et amici populi Romani. A quel periodo risalgono la costruzione del tempio di Venere Genitrice, al cui interno, a fianco della statua della dea, Cesare ne fece porre una di bronzo raffigurante Cleopatra nelle vesti di Iside, e l'introduzione del calendario giuliano (entrato in vigore il 1º gennaio del 45 a.C.), promosso principalmente dagli studi dello scienziato alessandrino Sosigene, conosciuto da Cesare in Egitto e venuto a Roma al seguito dei monarchi egizi. Durante il suo soggiorno a Roma, la regina non riuscì a far riconoscere ufficialmente al dittatore il figlio avuto dalla loro relazione; tuttavia Cleopatra non passò inosservata e la sua presenza contribuì forse a esacerbare i malumori verso Cesare, che avrebbero poi condotto alla sua uccisione: la regina aveva infatti organizzato una propria corte di stampo orientale ed era perciò malvista da molti membri dell'aristocrazia latina. Non è chiaro se Cleopatra, Tolomeo e Cesarione rimasero a Roma per due anni consecutivi o se tornarono in Egitto quando Cesare partì per la campagna ispanica alla fine del 46 a.C., per poi viaggiare nuovamente nella capitale al suo ritorno l'anno successivo. Sicuramente la famiglia reale era a Roma quando il dittatore fu assassinato il 15 marzo del 44 a.C. e vi rimase fino al mese di aprile, forse nella speranza di far riconoscere un'eredità a Cesarione; senza aver raggiunto alcun successo, i Tolomei fecero definitivamente ritorno ad Alessandria, dove poco dopo Tolomeo XIV morì, forse fatto assassinare dalla stessa Cleopatra con del veleno. A quel punto venne elevato a co-regnante Tolomeo XV Cesare, di soli tre anni, riconosciuto ufficialmente da Roma solo nel 43 a.C. per mano di Publio Cornelio Dolabella, che combatteva i cesaricidi in Oriente.

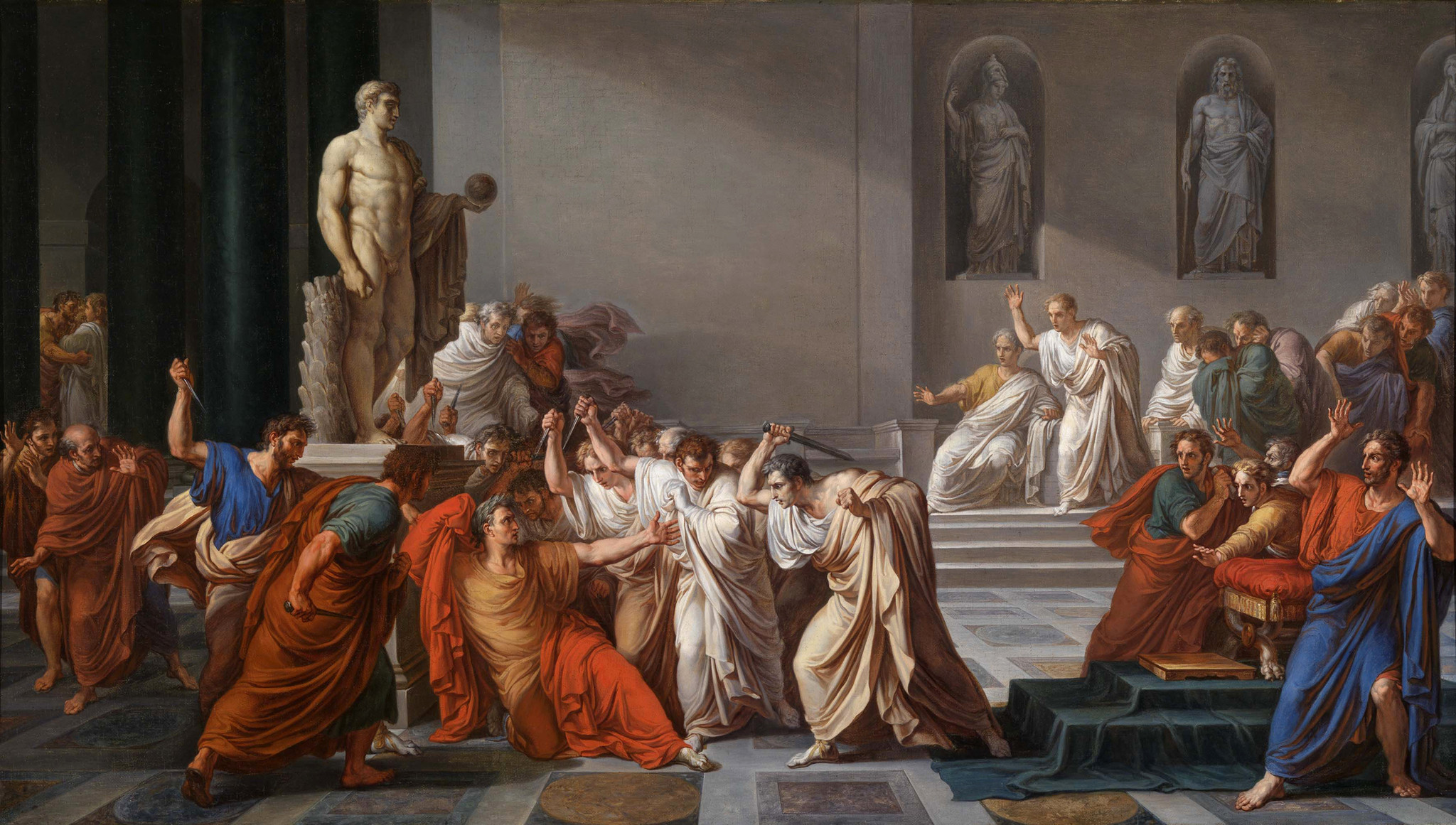
La morte di Cesare, di Vincenzo Camuccini (1804-1805; Museo nazionale di Capodimonte, Napoli)

Infatti, dopo l'assassinio di Cesare, Gaio Cassio Longino, uno dei cospirati, andò in Asia con un'armata, ma fu subito seguito dal cesariano Dolabella. Cleopatra ricevette richieste di aiuto militare da entrambi, decidendo di dare supporto a Dolabella per ottenere il riconoscimento del figlio come suo co-regnante; la regina inviò allora in aiuto del generale le legioni che Cesare aveva lasciato in Egitto, nel frattempo divenute quattro, sotto il comando di Aulo Allieno, e avrebbe avuto intenzione di mandare anche una flotta, ma i venti ne impedirono una rapida partenza. Allieno, però, arrivato in Giudea, si trovò contro l'esercito di Cassio e decise di schierarsi con lui; Dolabella, ormai assediato a Laodicea, si suicidò, rendendo così vano l'invio della flotta egizia. Questa situazione espose Cleopatra a un grave pericolo: tutti i sovrani orientali si erano già schierati dalla parte di Cassio, il quale, avendo bisogno di approvvigionamenti e denaro, guardava all'Egitto con bramosia, essendo questo il regno più ricco dell'area. Anche lo stesso governatore tolemaico di Cipro, Serapione, era passato con i cesaricidi, mandando loro aiuto navale; probabilmente Arsinoe, la sorella di Cleopatra esiliata a Efeso, era dietro questo tradimento, nella speranza di poter prendere per sé il trono di Alessandria.
La situazione si calmò temporaneamente quando Marco Giunio Bruto richiamò Cassio a Smirne per riunire i propri eserciti: a Roma, infatti, due generali di Cesare (Marco Antonio e Marco Emilio Lepido) e il suo erede (Ottaviano) si erano uniti nel "secondo triumvirato" per sconfiggere i cesaricidi. La presenza di Ottaviano nel triumvirato poteva tuttavia rappresentare un problema per Cleopatra, che chiedeva per il piccolo Tolomeo il trattamento di erede di Cesare che era stato accordato a Ottaviano. La regina ricevette a quel punto una proposta di alleanza da parte di Cassio che rifiutò, con la scusa della carestia che non le permetteva di radunare abbastanza forze. Tuttavia Cassio non si fidava della regina, sapendo che in Egitto si stava preparando una flotta da guerra; mandò quindi Lucio Staio Murco sul Capo Tenaro, estremità sud della Grecia, per evitare che gli Egizi potessero congiungere le loro truppe con quelle di Antonio e Ottaviano, nel frattempo sbarcati in Macedonia. Cleopatra, infatti, fece partire la flotta da Alessandria poco dopo, con lei stessa a capo di quell'esercito. Una tempesta nel Mediterraneo impedì agli Egizi di arrivare in tempo per lo scontro, ma i triumviri sconfissero ugualmente i cesaricidi nella battaglia di Filippi, nell'ottobre del 42 a.C., e Bruto e Cassio si suicidarono. Alla fine di quell'anno, la Repubblica romana risultava così divisa in due: Ottaviano prese il controllo dell'Occidente e Antonio dell'Oriente, mentre Lepido fu presto emarginato.

#### Marco Antonio e consolidamento del potere (41-37 a.C.)
Antonio a quel punto era la figura più importante del mondo romano: stabilì il proprio centro di comando ad Atene e da lì mosse verso i territori orientali in cui avevano agito i cesaricidi; era ancora legalmente sposato con Fulvia, ma avviò una relazione personale con Glafira, etera e compagna (o moglie) di Archelao, sacerdote di Comana, e nominò re di Cappadocia il figlio di lei, chiamato anche lui Archelao. Per l'estate del 41 a.C. Antonio arrivò a Tarso e da lì mandò delle lettere a Cleopatra per convocarla presso la propria corte, ma la regina le ignorò; solo quando l'emissario di Antonio, Quinto Dellio, andò personalmente ad Alessandria da Cleopatra, lei si convinse a recarsi a Tarso. Antonio aveva chiamato la regina per chiederle spiegazioni riguardo alla sua posizione durante la guerra ai cesaricidi, ma probabilmente c'era anche un motivo personale.
La regina salpò quindi a bordo del proprio thalamegós (θαλαμηγός) e risalì il fiume Cidno fino a incontrare il triumviro, entrando a Tarso in maniera trionfale per mostrare tutta la propria ricchezza; per giorni furono ospitati sontuosi banchetti a bordo, con l'intenzione, riuscita, di impressionare e conquistare Antonio e tutto il suo seguito. Cleopatra riuscì facilmente a scagionarsi dalle accuse di aver aiutato Cassio e sfruttò l'occasione per eliminare potenziali rivali: per prima cosa, fece assassinare da Antonio la sua unica sorella rimasta, Arsinoe, ancora a Efeso, e fece arrestare sia il gran sacerdote di Artemide, poi rilasciato, sia il governatore dell'isola di Cipro, Serapione, accusati di voler favorire la principessa in esilio; poi la regina fece uccidere anche un fenicio di Arados che si spacciava per il defunto Tolomeo XIII. Cleopatra tornò quindi in Egitto, ad Alessandria, e invitò Antonio alla propria corte; il triumviro arrivò verso il mese di novembre del 41 a.C. e divenne subito popolare nella capitale, poiché aveva partecipato alla guerra di restaurazione di Tolomeo XII quattordici anni prima.

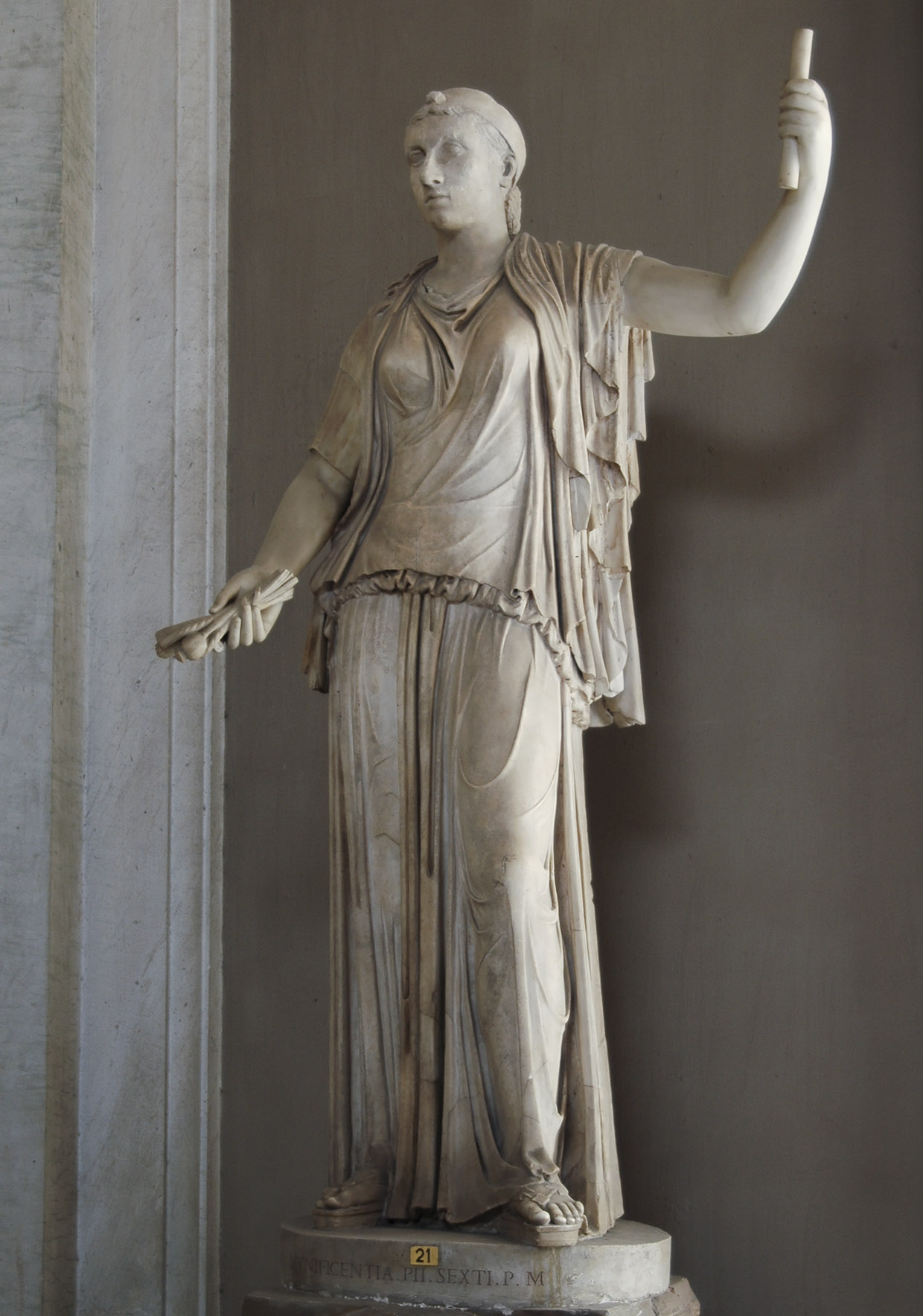
Statua con testa non pertinente di Cleopatra (Museo Pio-Clementino, Musei Vaticani, Città del Vaticano)

In quel periodo, Cleopatra aveva di fronte a sé un problema di carattere dinastico: lei e suo figlio erano diventati gli unici eredi rimasti dei Tolomei (secondo alcune voci sarebbe stata in realtà incinta di un secondo figlio di Cesare, ma avrebbe avuto un aborto spontaneo dopo l'assassino), e questa situazione poneva sia loro sia il regno in una situazione di potenziale pericolo; inoltre lei stessa, essendo donna, era in una situazione difficile, non avendo un marito che regnasse al suo fianco, come da tradizione antica. Per questi motivi, probabilmente, la regina scelse di avvicinarsi ad Antonio, personaggio principale della scena politica di Roma, senza il cui permesso il regno d'Egitto non sarebbe potuto sopravvivere: egli era quindi un mezzo sia per assicurarsi l'appoggio esterno della Repubblica, sia per avere dei nuovi eredi da un uomo all'altezza di una regina.
Durante il periodo in cui Antonio rimase in Egitto, Cleopatra riuscì a risolvere alcune questioni politiche molto importanti per il proprio regno: già con l'aiuto di Cesare la regina aveva cominciato la riunificazione degli antichi domini dei Tolomei, riannettendo Cipro; tra il 41 e il 40 a.C., riuscì a prendere possesso della storica regione contesa della Cilicia, che, grazie al titolo di triumviro, Antonio poté donarle legalmente. Inoltre, per controllare i propri confini nei nuovi territori in Asia minore, Cleopatra strinse un'alleanza con un monarca locale, Tarcondimoto, e nominò una regina nella città-tempio di Olba, Aba, riprendendo l'uso romano degli stati cuscinetto.
Nella primavera del 40 a.C., Antonio fu costretto a lasciare l'Egitto per tornare in Siria: lì, infatti, il governatore nominato da lui stesso l'anno precedente, Lucio Decidio Saxa, era stato ucciso dalle forze partiche guidate da Quinto Labieno, ex alleato dei cesaricidi; la situazione richiedeva l'urgente intervento del triumviro, che lasciò Cleopatra incinta di quelli che poi si sarebbero rivelati due gemelli: Cleopatra Selene e Alessandro Elio. La regina fornì all'amante duecento navi come supporto, anche per contraccambiarlo delle recenti acquisizioni territoriali. In Siria, dove ormai la situazione si era risolta, Antonio venne a sapere della guerra di Perugia, un conflitto che vedeva suo fratello Lucio e sua moglie Fulvia opporsi a Ottaviano; quest'ultimo risultò vincitore e Fulvia morì di malattia, mentre Antonio, arrivato in Italia quando il tutto si era già concluso, decise di rafforzare la propria alleanza con Ottaviano nella cosiddetta Pace di Brindisi: la Repubblica fu spartita tra i tre triumviri (loro due e Lepido, che però fu subito estromesso) e Antonio, da poco vedovo, fu fatto sposare con Ottavia minore, sorella di Ottaviano.

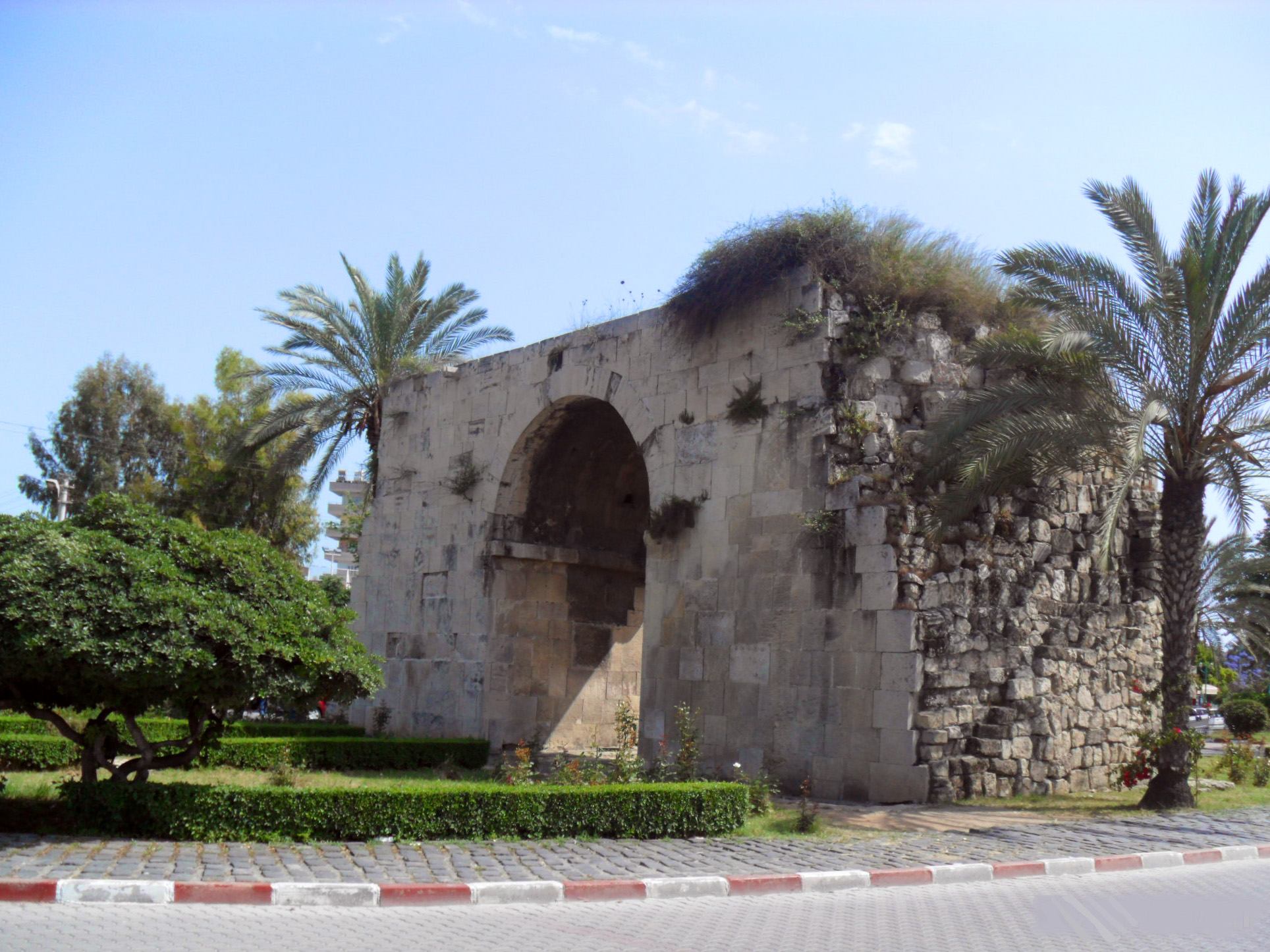
La cosiddetta Porta di Cleopatra a Tarso, attraverso la quale la regina sarebbe entrata trionfalmente in città per incontrare Antonio

Nel dicembre del 40 a.C., Cleopatra ricevette a corte Erode il Grande, che, dopo essere stato nominato da Antonio tetrarca di Giudea, era stato costretto a fuggire da Gerusalemme per una rivolta che portò al potere Antigono II Mattatia; Cleopatra offrì supporto a Erode, ma egli rifiutò e andò a Roma, dove fu nominato re di Giudea dal Senato. Cleopatra non poté più, a questo punto, reclamare per sé alcuni antichi territori tolemaici della Giudea e ciò la mise in contrapposizione con Erode stesso.
Antonio, quindi, si spostò ad Atene alla fine del 39 a.C., insieme alla nuova moglie e alla figlia appena nata (Antonia maggiore), e da lì gestì gli affari d'Oriente; nell'estate del 37 a.C., grazie all'azione mediatrice di Ottavia, i triumviri si riunirono a Taranto per riconfermare il proprio incarico per altri cinque anni, fino al 33 a.C.

#### Espansionismo egizio (37-33 a.C.)
Dopo l'incontro di Taranto, Antonio dovette tornare in Oriente per mettere definitivamente fine allo scontro con i Parti; lasciò Ottavia, nuovamente incinta, in Italia e mandò il legato Gaio Fonteio Capitone in Egitto, per fargli convocare di persona Cleopatra in Siria, allo scopo di discutere del finanziamento della sua campagna partica e del regno di Erode. L'incontro avvenne ad Antiochia e in quell'occasione Antonio donò a Cleopatra molti territori facenti parte della vecchia sfera d'influenza tolemaica: la Fenicia, senza però le città di Tiro e Sidone, ma con Tolemaide di Fenicia, Gaza, Biblo e forse anche Ascalona, patria di Erode e per questo subito restituita; la Celesiria, terra contesa tra Tolomei e Seleucidi per secoli, compresa la città di Apamea; la parte della Giudea intorno alla città di Gerico, importante per la produzione di prodotti vegetali; la parte del regno nabateo, nel nord della penisola arabica, intorno al golfo di Aqaba, compresa la città di Berenice; parti della Cirenaica e alcuni distretti dell'isola di Creta, comprese le città tolemaiche di Itanos e Olunte. Il controllo su questi territori era molto spesso solamente nominale, poiché la regina lasciava il compito di amministrarli alla catena di comando romana controllata da Antonio; tuttavia il compenso economico che il regno d'Egitto ne ricavava era molto elevato, tanto che Cleopatra iniziò a contare gli anni dal 36 a.C. con doppia datazione, come attestato dalle monete dell'ultima parte del suo regno.
Ad Antiochia, inoltre, Antonio conobbe per la prima volta i suoi due figli gemelli e li riconobbe come propri. A Roma, tutto ciò fu utilizzato da Ottaviano per mettere in cattiva luce Antonio agli occhi dell'opinione popolare, in quanto una regina straniera stava acquisendo sempre più potere a spese della Repubblica; inoltre, egli presentò la sorella Ottavia come una donna virtuosa e abbandonata, e onorò lei e la moglie Livia con privilegi quasi divini e con delle statue, probabilmente erette nel Foro di Cesare, in contrapposizione con la statua della stessa Cleopatra. Nella primavera del 36 a.C., Antonio iniziò la propria campagna contro i Parti e Cleopatra lo accompagnò fino all'Eufrate, probabilmente fino alla città di Seleucia allo Zeugma; quindi la regina tornò in Egitto, visitando durante il viaggio alcuni dei territori recentemente acquisiti: passò per Apamea e Damasco, attraversò poi i territori di Erode, scortata con tutti gli onori dal re, che le cedette la città di Gerico, e rientrò infine in Egitto dalla città di Pelusio. Il suo ritorno era stato reso necessario dalla gravidanza avanzata: nell'estate, venne alla luce Tolomeo Filadelfo, il terzo figlio avuto da Antonio.
La spedizione militare di Antonio si rivelò però un fallimento e il generale romano si ritirò nel mese di dicembre, dopo aver perso un numero consistente di truppe, nella località di Leukè Kome (in greco antico: Λευκὴ κώμη?, leukḕ kṑmē, "villaggio bianco"), tra Berito e Sidone, e lì attese l'arrivo di Cleopatra, chiamata in suo aiuto. La regina arrivò e nel 35 a.C. Antonio decise di intraprendere una nuova campagna, questa volta contro l'Armenia, alleata dei Parti; la spedizione fu organizzata ad Antiochia, ma Ottavia arrivò allora ad Atene per cercare di riavvicinarsi al marito, portando con sé delle truppe romane che però Antonio rifiutò, tornando invece ad Alessandria con Cleopatra e abbandonando i suoi intenti bellici.
     territori egizi pre-37 a.C.
     territori egizi dal 37 a.C.
     territori egizi dal 34 a.C.
     territori egizi acquisiti solo formalmente
     territori di Marco Antonio
 regni clienti di Marco Antonio

Territori del regno d'Egitto a seguito delle donazioni di Alessandria e territori controllati da Marco Antonio. La legenda della mappa è la seguente:
territori egizi pre-37 a.C.
territori egizi dal 37 a.C.
territori egizi dal 34 a.C.
territori egizi acquisiti solo formalmente
territori di Marco Antonio

Nel 34 a.C. Antonio mandò Quinto Dellio in Armenia presso il re Artavaside II per negoziare il matrimonio tra la figlia di quest'ultimo e Alessandro Elio; quando però la proposta fu rifiutata, il romano si recò in armi in Armenia, conquistando il paese e facendo prigioniera la famiglia reale. Al suo ritorno ad Alessandria venne festeggiato con una celebrazione in stile trionfale romano, in cui però Antonio prese le vesti di Dioniso e portò i regnanti armeni in catene fino al trono d'oro di Cleopatra; tutto questo fu visto in Italia come un ulteriore affronto al tradizionalismo romano e Antonio venne duramente criticato. Al trionfo seguirono le cosiddette "donazioni di Alessandria" durante un evento tenuto nel ginnasio: Cleopatra, vestita da Iside, fu proclamata "Regina dei re" e sovrana d'Egitto, Libia, Cipro e Celesiria, mentre Cesarione "Re dei re" e co-regnante; anche gli altri due figli maschi ebbero il titolo di "Re dei re", con Alessandro Elio incoronato sovrano di Armenia, Media e Partia e fatto fidanzare con Iotapa, figlia del re Artavasde I di Media Atropatene, mentre Tolomeo Filadelfo fu incoronato sovrano di Siria e Cilicia; Cleopatra Selene fu nominata sovrana di Cirenaica e Creta. Antonio, a sua volta, ricevette forse da Cleopatra dei possedimenti in Egitto, nel territorio dell'oasi del Fayyum. Non è chiaro se in quella stessa occasione avvenne anche il matrimonio tra Antonio e Cleopatra, o se mai avvenne; tuttavia, da allora sulla monetazione i due iniziarono ad apparire insieme, come costume delle coppie reali ellenistiche. Inoltre Antonio mandò a Roma un dispaccio in cui si chiedeva la ratificazione da parte del Senato di questi mutamenti territoriali: Ottaviano cercò di farli leggere in pubblico per portare avanti la sua campagna contro il rivale, mentre i consoli, entrambi sostenitori di Antonio, li tennero nascosti.
La politica attuata da Cleopatra e Antonio indusse la reazione di Ottaviano, con il quale si scatenò una guerra di propaganda dalla fine di quell'anno: Antonio accusava il rivale di aver escluso Lepido illegittimamente dal triumvirato e di avergli impedito di reclutare truppe in Italia; Ottaviano, da parte sua, lo accusava di detenere la famiglia reale armena illegalmente, di aver sposato Cleopatra nonostante fosse ancora il marito di Ottavia e di aver dichiarato ingiustamente Cesarione erede di Cesare. Fu in questo periodo che iniziarono a diffondersi diverse leggende sulla regina egizia, alimentate dalla letteratura filo-augustea, che ancora oggi appartengono all'immaginario comune: Cleopatra venne accusata di praticare arti magiche, con le quali avrebbe sedotto il generale romano, di essere un'avvelenatrice naturale, di voler distruggere Roma stessa e di condurre una vita dissoluta dal punto di vista economico e morale; si pensava che Antonio avesse perso il proprio senno e anche su di lui furono sparse false accuse: avrebbe, per esempio, derubato la biblioteca di Pergamo per ricostruire quella di Alessandria; Ottaviano era accusato, dal canto suo, di condurre una vita sessuale selvaggia e promiscua, e molti graffiti dell'epoca si prendevano gioco di tutti e tre.
| Denario                                                                                                   | Denario                                                                                   |
| --- | ----------------------------------------------------------------------------------------- |
| |                                                                                           |
| cleopatra[e reginae regvm] filiorum regvm intorno al busto diademato di Cleopatra; sotto una prua di nave | antoni armenia devicta intorno alla testa di Marco Antonio; sullo sfondo una tiara armena |
| 32 a.C. argento, 3,45 g, 21 mm                                                                            |                                                                                           |

#### Scontro e guerra con Ottaviano (33-31 a.C.)
Il 1º gennaio del 33 a.C. divennero consoli Lucio Volcacio Tullo e lo stesso Ottaviano; questi tenne un discorso in Senato accusando apertamente Antonio a riguardo della gestione dei territori orientali della Repubblica, ma si dimise dalla carica lo stesso giorno, tornando alla sua campagna in Illiria; prima della fine dell'anno, inoltre, Antonio nominò ufficialmente Cesarione come unico erede legittimo di Cesare. Con l'inizio del 32 a.C. terminarono i mandati dei tre triumviri e divennero consoli due sostenitori di Antonio, Gaio Sosio e Gneo Domizio Enobarbo: il primo condannò apertamente Ottaviano e avviò una legislazione contro di lui, mentre Domizio si tenne più in disparte; il nipote di Cesare, per tutta risposta, arrivò armato durante una seduta successiva del Senato e accusò i due consoli, i quali, insieme a molti senatori, il giorno dopo fuggirono da Roma e si unirono ad Antonio.
Questi si era nel frattempo recato a Efeso insieme a Cleopatra e lì i due stavano radunando le proprie armate: la sola flotta constava di ottocento navi, di cui duecento facenti parte della flotta della regina egizia. Nonostante ciò, Antonio, spinto da Domizio Enobarbo e da altri, chiese a Cleopatra di tornare in Egitto, ma questa, aiutata da Publio Canidio Crasso, convinse l'amante a farla rimanere; la decisione di non rinunciare all'aiuto della regina nella battaglia che si stava prospettando in Grecia portò alcuni generali di Antonio, tra cui Enobarbo, Lucio Munazio Planco, Marco Tizio e Marco Giunio Silano, ad abbandonarlo.
Durante la primavera, Antonio e Cleopatra si recarono a Samo e ad Atene, dove la regina fu accolta benevolmente; nello stesso periodo, la regina convinse l'amante a mandare una dichiarazione ufficiale di divorzio a Ottavia. I due arrivarono infine a Patrasso, dove stabilirono il loro accampamento invernale: Antonio aveva infatti intenzione di attraversare l'Adriatico per assediare Ottaviano e la sua flotta a Brindisi o a Taranto, ma Cleopatra, preoccupata di tenere al sicuro l'Egitto, lo convinse a non attaccare direttamente l'Italia e a restare in Grecia.

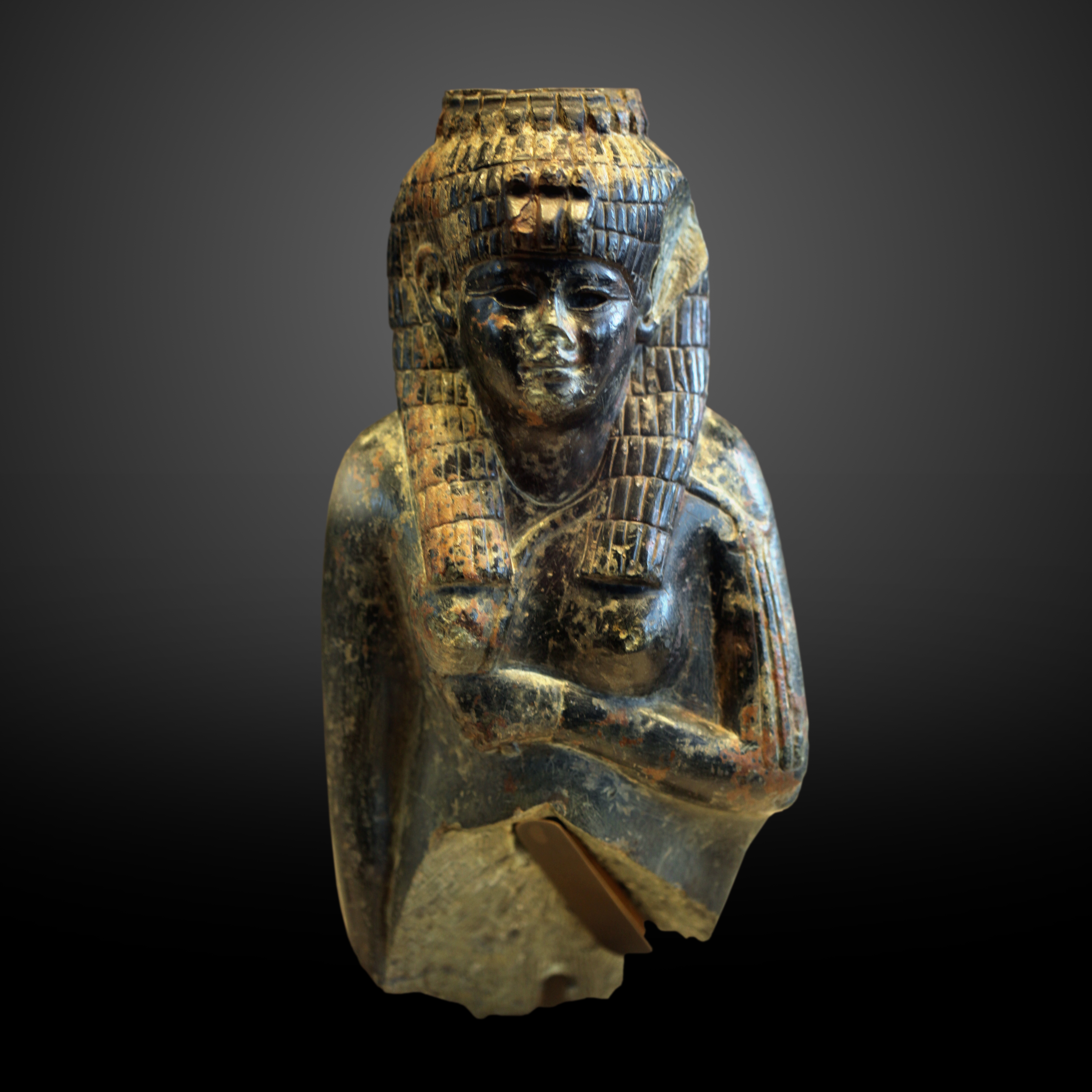
Statuetta egizia di Cleopatra in steatite (Museo del Louvre, Parigi)

A Roma, intanto, Planco consigliò a Ottaviano di impossessarsi del testamento di Antonio, custodito dalle Vestali; anche se era una violazione della legge e dei costumi religiosi, il documento venne sottratto dal Tempio di Vesta e alcune sue parti vennero lette in pubblico, per la propaganda di Ottaviano: si fece particolare attenzione alla nomina di Cesarione come erede di Cesare, alle donazioni di Alessandria e al fatto che Antonio volesse essere seppellito ad Alessandria al fianco di Cleopatra e che quella città dovesse diventare la nuova capitale della Repubblica. Questo fu quindi il casus belli che consentì a Ottaviano, diventato di nuovo console nel 31 a.C., di far dichiarare guerra a Cleopatra, non ad Antonio; era infatti difficile mantenere l'approvazione popolare in caso si fosse iniziata una nuova guerra civile e l'argomentazione legale contro la regina non era tanto quella dei nuovi territori acquisiti ai danni della Repubblica, ma piuttosto il fatto che il regno d'Egitto stesse armando un privato cittadino, dato che il potere triumvirale di Antonio era terminato. Inoltre Ottaviano voleva in questo modo far rientrare i debiti che Tolomeo XII aveva contratto con Cesare.

#### La battaglia di Azio (31 a.C.)
Le forze di Antonio e Cleopatra (100 000 uomini e 800 navi) erano maggiori di quelle di Ottaviano (80 000 uomini e 200 navi), ma erano anche meno addestrate e le navi non completamente equipaggiate per la guerra. I due avevano infatti l'appoggio di vari altri re e sovrani orientali; mancavano però Erode di Giudea e Malco I di Nabatea, impegnati in una lotta tra di loro. Nel frattempo i due avevano spostato l'accampamento ad Azio, per la primavera; in questa posizione qualunque tentativo di Ottaviano di andare a sud, verso l'Egitto, avrebbe potuto essere facilmente bloccato. In un primo momento, nell'estate, Antonio e Cleopatra persero diversi scontri vicino ad Azio e continuarono a esserci delle defezioni tra i loro alleati: Quinto Dellio, da lungo tempo compagno di Antonio, e i re Aminta di Galazia e Deiotaro di Paflagonia passarono con Ottaviano. A quel punto alcuni consigliarono ad Antonio di ritirarsi dal mare e cercare lo scontro armato nell'entroterra greco, mentre Cleopatra spingeva per lo scontro navale per tenere la flotta nemica lontana dal proprio regno.

Mappa degli schieramenti durante la battaglia di Azio

Alla fine si decise per la battaglia navale e Antonio fece bruciare tutte le navi egizie tranne 60, armando le più potenti, per evitare che quelle impossibilitate a combattere a causa della mancanza di uomini potessero cadere nelle mani del nemico; per quattro giorni i venti furono sfavorevoli, ma al quinto si arrivò allo scontro. Fu così che, il 2 settembre del 31 a.C., le forze navali di Ottaviano, guidate da Marco Vipsanio Agrippa, affrontarono quelle di Antonio e Cleopatra nella battaglia di Azio; durante il combattimento Cleopatra comandò le 60 navi egizie dalla sua porta-bandiera, la Antonia, rimanendo nelle file posteriori alla foce del golfo di Ambracia. Tuttavia, la regina, la cui preoccupazione maggiore era di mantenere intatte le forze per difendere l'Egitto, ordinò alle navi sotto il proprio comando di aprirsi un varco nella flotta romana e riparò verso sud, seguita subito da Antonio, che abbandonò i propri soldati; la battaglia fu così vinta da Agrippa e i due amanti fuggirono verso il capo Tenaro.

#### Ritorno in Egitto e assedio di Alessandria (31-30 a.C.)
Cleopatra e Antonio tornarono quindi in Egitto, mentre Ottaviano occupava Atene, e sbarcarono a Paraitonion, città portuale a ovest di Alessandria; da lì, la regina tornò nella capitale cercando di far passare le azioni belliche in Grecia come una vittoria, mentre Antonio si recò a Cirene, dove sperava di ricevere supporto militare dal governatore Lucio Pinario, al quale lui stesso aveva assegnato la provincia. Quest'ultimo, però, dopo aver ricevuto notizie della battaglia di Azio, si schierò con Ottaviano e fece uccidere i messaggeri di Antonio; ciò portò questi quasi al suicidio, fermato solamente dai suoi ufficiali. In questo stato Antonio tornò ad Alessandria e si mise in isolamento volontario, facendosi costruire una piccola residenza sull'isola di Faro, chiamandola Timoeion in onore di Timone d'Atene, filosofo noto per cinismo e misantropia. Nel frattempo, nella capitale, Cleopatra aveva probabilmente problemi finanziari e cercò di porvi rimedio attraverso un'espoliazione dei templi (tuttavia questi avvenimenti potrebbero essere stati inventati dalla propaganda augustea); non è inoltre chiaro se fece uccidere Atravaside II di Armenia, per mandare la sua testa al rivale Artavasde I di Media Atropatene, cercando un'alleanza con lui. Infatti l'Egitto si trovava sempre più marginalizzato, poiché anche Erode, che aveva consigliato ad Antonio di abbandonare Cleopatra, si era recato a Rodi e lì aveva stretto un'alleanza con Ottaviano.

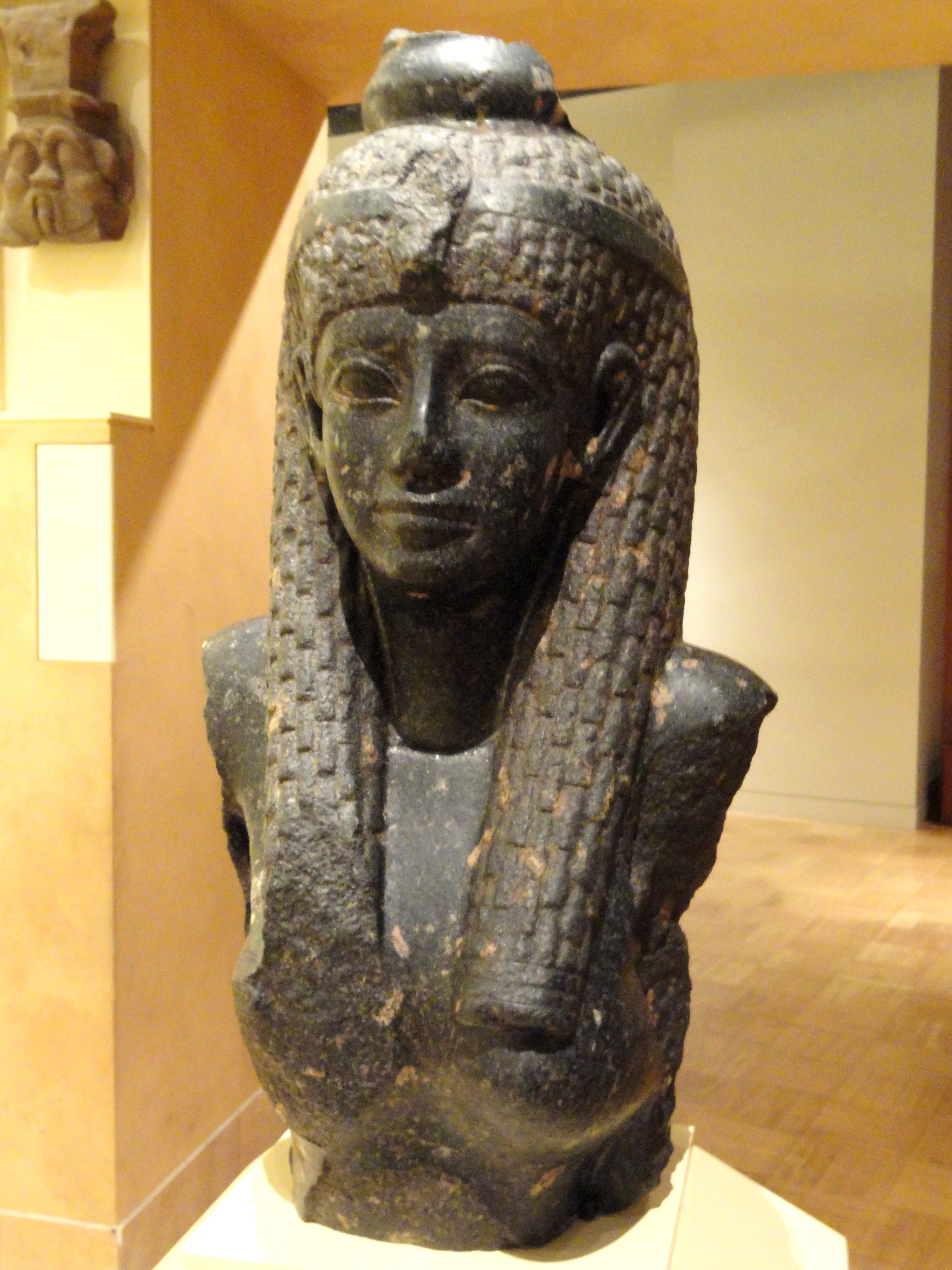
Busto egizio di Cleopatra (Royal Ontario Museum, Toronto)

Cleopatra iniziò ad allontanarsi da Antonio e, alla fine dell'estate del 31 a.C., cominciò i preparativi per la propria partenza dall'Egitto insieme al figlio Cesarione: il piano era di abbandonare il Mediterraneo e salpare dal mar Rosso, per andare in un porto lontano, probabilmente in India, in cui avrebbe potuto recuperare le forze. Il progetto fu tuttavia reso impossibile a causa di Malco I di Nabatea, il quale, consigliato dal governatore della Siria Quinto Didio, riuscì a far bruciare la flotta di Cleopatra di stanza nel mar Rosso, come vendetta per l'aiuto egizio a Erode, suo rivale; la regina fu perciò costretta a rimanere in Egitto e a negoziare con Ottaviano. Alcune fonti affermano che in questo periodo Cleopatra iniziò vari esperimenti con i veleni su prigionieri e servitori, anche se probabilmente anche questa voce fu frutto della propaganda di Ottaviano.
In quel periodo sia Cesarione sia Marco Antonio Antillo, figlio di Antonio e Fulvia, entrarono a far parte degli efebi, e il primo fu iniziato al governo parziale dell'Egitto, per poter succedere efficacemente alla madre. A quel punto Cleopatra e Antonio mandarono, separatamente, messaggeri a Rodi da Ottaviano, il quale probabilmente rispose solamente alla regina: quest'ultima chiedeva che i propri figli ereditassero il regno e che Antonio fosse lasciato vivere lì in esilio e offrì al generale romano denaro e doni in oro. La risposta arrivò attraverso l'inviato Tirso, che le suggerì di salvare sé stessa facendo uccidere Antonio: mentre Lepido non rappresentava una minaccia anche da vivo, Ottaviano non poteva dire lo stesso per Antonio, che quindi andava eliminato; questi, però, sospettando un complotto, fece frustare l'ambasciatore e lo rimandò indietro senza un accordo.
Dopo lunghe negoziazioni senza risultati, Ottaviano decise di procedere con la conquista del Regno tolemaico d'Egitto, nella primavera del 30 a.C.; si fermò dapprima a Tolemaide di Fenicia, dove Erode lo rifornì di nuove scorte, e procedette poi con l'invasione da est conquistando Pelusio, mentre Gaio Cornelio Gallo, marciando dalla Cirenaica, sconfisse le forze di Antonio presso Paraitonion. Ottaviano avanzò quindi verso la capitale e, dopo aver subito una minore sconfitta da parte di Antonio fuori dall'ippodromo della città, procedette ad assediare Alessandria il 31 luglio; già il giorno successivo, però, la flotta e la cavalleria antoniane si arresero, permettendo a Ottaviano di entrare vincitore in città. Cleopatra allora si rifugiò all'interno della propria tomba e fece mandare a dire ad Antonio di essersi uccisa; questi, allora, optò per il suicidio e si trafisse con la propria spada. La regina, però, fu impossibilitata a fare lo stesso poiché Gaio Proculeio, compagno di Ottaviano, riuscì a entrare nel suo mausoleo e a metterla sotto stretta sorveglianza su ordine di Ottaviano. Alla regina fu concesso di tenere i resti dell'amante, che fu seppellito nella loro tomba personale.

#### Morte e conseguenze (30 a.C.)

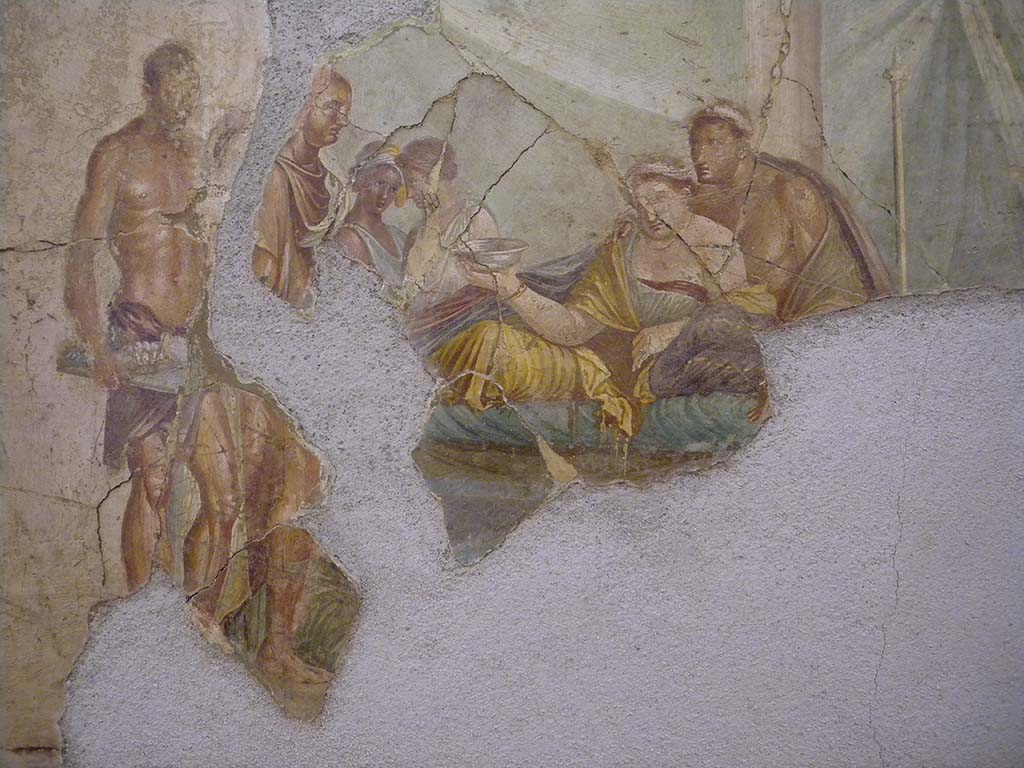
Affresco romano probabilmente raffigurante la morte di Cleopatra (Museo archeologico nazionale, Napoli)

Ottaviano prese così possesso della città e del palazzo reale, tenendo nelle proprie mani Cleopatra e i suoi tre figli più piccoli: Cesarione, infatti, era stato fatto allontanare dalla madre verso l'Alto Egitto, per fuggire forse in Etiopia o in India, ma convinto a tornare indietro fu anche lui messo sotto custodia. Quando Cleopatra venne a sapere da un certo Cornelio Dolabella che Ottaviano aveva intenzione di portarla a Roma insieme ai suoi figli e dal momento che non voleva essere esposta in trionfo, trovò finalmente il modo di porre fine alla propria vita il 10 o 12 agosto; le fonti a noi giunte sono tutte d'accordo con il dire che la modalità del suicidio non è nota, ma tutte parlano dell'uso di veleni e riportano che l'unica cosa certa è che il solo segno di violenza trovato sul corpo furono due piccoli fori sul braccio: la regina si fece avvelenare forse dal morso di un aspide o di un cobra egiziano (questa versione è diventata la più popolare), o attraverso un ago o una spilla, o con un unguento di qualche tipo.
Nonostante Ottaviano fosse rimasto molto contrariato dalla morte della regina, concesse che venisse seppellita con rito reale accanto ad Antonio. Dopo qualche giorno dalla morte di Cleopatra anche Cesarione, il suo figlio maggiore, trovò la morte per ordine di Ottaviano, il quale fu convinto in tal senso dal filosofo Ario Didimo; gli altri tre figli della regina furono invece condotti a Roma per essere cresciuti come cittadini romani. La conquista dell'Egitto da parte di Ottaviano rappresentò l'ultimo conflitto dell'età ellenistica, iniziata con l'improvvisa morte di Alessandro Magno nel 323 a.C., e la scomparsa di Cleopatra ne è generalmente considerata la data finale. Il governo della nuova provincia d'Egitto fu affidato a Cornelio Gallo e i restanti territori tolemaici furono annessi direttamente da Roma o affidati a sovrani clienti; le statue di Antonio furono fatte distruggere, mentre quelle di Cleopatra furono risparmiate, sia per non interferire con le questioni religiose egizie sia poiché un membro della corte della regina pagò a Ottaviano 2 000 talenti per assicurarsi che la memoria della sovrana rimanesse intatta. Nel 29 a.C., quando celebrò il trionfo a Roma, Ottaviano fece esporre durante la cerimonia un'immagine dipinta di Cleopatra rappresentata con dei serpenti, dando quindi valore alla teoria secondo cui la regina si tolse la vita attraverso il morso di un rettile.
La tomba di Antonio e Cleopatra non è mai stata trovata, ma dagli anni 2000 si ritiene possa trovarsi nel sito di Taposiris Magna, sotto i templi di Iside e Osiride, in seguito a scavi promossi dall'avvocata e archeologa dilettante Kathleen Martinez e portati avanti dall'egittologo Zahi Hawass. Secondo gli archeologi la camera sepolcrale si troverebbe sotto all'attuale livello del mare.

## Titolatura
Secondo la titolatura reale egizia, Cleopatra ebbe diversi nomi, ma, poiché era una donna, non le furono concessi tutti:
- nome Horo: wr(t) nb(t) nfrw ꜣḫ(t)-sḥ (wer(et), neb(et) neferu, akh(et) seh), "la grande, posseditrice di perfezione e splendida del tempio";
  - nome Horo 2: wrt twt n it.s (weret, tut en it.es), "la grande e l'immagine stessa di suo padre";
- nome Nebty (o delle Due Signore): non presente;
- nome Horo d'Oro: non presente;
- nome del Trono: non presente;
- nome personale (nomen di nascita): ḳliw-pꜣ-drꜣ (qliu-pa-dra), "Cleopatra";
  - epiteto aggiunto al nome personale: nṯrt mr(t) it.s (netjeret, mer(et) it.es), "la dea, amata di suo padre".[180]

Per quanto riguarda gli epiteti in lingua greca, Cleopatra fu conosciuta subito dopo la sua incoronazione nel 51 a.C. semplicemente come "Cleopatra Filopatore" (Κλεοπάτρα Φιλοπάτωρ, Kleopátra Philopátor), ma assunse subito il titolo aggiuntivo di "Tea" (Θεά, Theá). Dal 36 a.C. è invece attestato l'utilizzo dell'epiteto "Tea Neotera" (Θεὰ Νεώτερα, Theà Neótera): questo era probabilmente già nato intorno al 46 a.C., in relazione all'assimilazione di Cleopatra con la dea Venere Genitrice attuata a Roma da Cesare; tuttavia il suo utilizzo dal 36 a.C. può essere capito in relazione ai mutamenti geopolitici di quegli anni, che causarono anche l'utilizzo di una nuova datazione. Dal 34 a.C. appare invece l'epiteto di "Nuova Iside" (Νέα Ἶσις, Néa Isis), con riferimento alla dea egizia assimilata all'Afrodite greca e alla Venere romana, con cui la regina era solita identificarsi.

## Monetazione
| Hexachalkon                                                 | Hexachalkon                                        |
| ----------------------------------------------------------- | -------------------------------------------------- |
|                                                             |                                                    |
| βαcιλιccα κλεοπατρα intorno al busto diademato di Cleopatra | αγιαc λυcωνοc πατρεων intorno alla corona di Iside |
| 32-31 a.C. Patrasso, bronzo, 5,01 g, 21 mm                  |                                                    |

La serie egizia di monete emesse da Cleopatra è pressoché continua per tutto il suo regno, con soli pochi anni mancanti nei ritrovamenti; oltre alle monete egizie, però, ne sono state ritrovate anche di provenienti da molte altre zecche dei suoi vasti domini: Antiochia, Ascalona, Berito, Calcide di Siria, Cipro, Damasco, Ortosia, Patrai e dalle città fenice di Tolemaide e Tripoli. Le condizioni economiche sfavorevoli si ripercossero però sull'emissione monetaria: nessuna moneta d'oro, infatti, è conosciuta (comunque monete di questo metallo non erano più in circolazione dal regno di Tolomeo V), quelle d'argento presentano una lega corrotta al 40% e fu invece riattivata la produzione, dormiente dal regno di Tolomeo IX, di quelle di bronzo nella zecca di Alessandria. Contemporaneamente, la regina riformò la monetazione bronzea introducendo tre nuovi tipi di monete; sembra che in questo frangente avesse anche scritto un trattato su pesi e misure, ma questo probabilmente le fu solo attribuito.
Cleopatra fu la prima donna della dinastia a emettere monete per proprio conto e Cesare, probabilmente seguendo il suo esempio, fu il primo romano vivente ad apparire su delle monete; fu inoltre la prima monarca straniera raffigurata su monete romane. Dopo l'unione con Antonio, quindi negli ultimi anni del suo regno, la monetazione di Cleopatra si caratterizzò per la commistione tra caratteristiche greche e latine, sia per quanto riguarda le unità di misura, sia per la lingua, le rappresentazioni e le iscrizioni utilizzate.
Il ritratto della regina sulle monete è l'unica rappresentazione visuale certa di Cleopatra nell'ambito greco-romano, con una sequenza che copre tutto l'arco temporale del suo regno. Tuttavia, molte di queste rappresentazioni facciali presentano – come era già avvenuto per le effigi monetarie di altre regine egizie, quali Hatshepsut, Nefertiti e Arsinoe II – caratteri mascolini, simili a quelli già visti con Tolomeo XII, probabilmente come tentativo di far riconoscere il proprio dominio in quanto donna.

## Fonti e storiografia

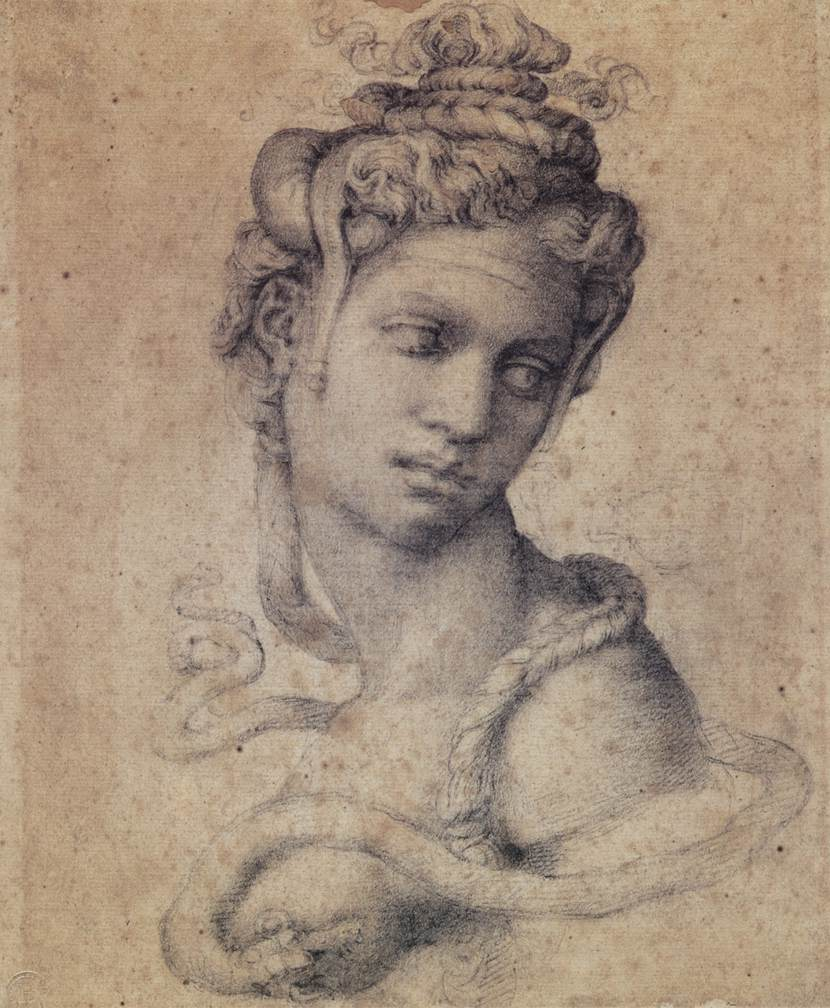
Cleopatra, di Michelangelo Buonarroti (1533-34; Galleria degli Uffizi, Firenze)

Numerose sono le fonti della letteratura latina e greca imperiale che hanno trasmesso informazioni sulla complessa figura di Cleopatra, prodotte da una cinquantina di autori; nessuno si è però concentrato sull'intera vita della regina, ma quasi solo su episodi come la battaglia di Azio e il suo suicidio o sulla sua personalità controversa. Le fonti a lei contemporanee che sono giunte fino a noi sono il De bello Alexandrino, opera anonima attribuita ad Aulo Irzio, in cui però la regina è appena menzionata, e gli scritti di Cicerone, che si soffermano sulla figura di Cleopatra in modo decisamente negativo. Le raccolte più complete di informazioni vengono da pochi autori romani filo-augustei, i quali presentarono la regina egizia come una donna lussuriosa e avida, probabilmente a causa della cultura maschilista romana, senza poter tuttavia negare la sua intelligenza: Plutarco fu il più antico in ordine temporale e le sue informazioni si basarono su fonti contemporanee a Cleopatra non sopravvissute nei secoli successivi, come i membri della corte egizia Filota di Amfissa e Olimpo, il romano Quinto Dellio e il suo stesso bisnonno Nicarco; Cassio Dione, nella sua Storia romana, descrisse gli eventi del mondo romano al tempo della regina, ma non fu in grado di cogliere la complessità della situazione del mondo ellenistico al tempo della sua fine; terza fonte importante è Flavio Giuseppe, contemporaneo di Plutarco, il quale fu il primo ad apprezzare Cleopatra come sovrana impegnata e capace e il cui interesse storiografico riguardò la relazione tra il regno egizio e il mondo della Giudea, basando la propria ricostruzione storica sulle memorie di Erode il Grande e sul lavoro di Nicola di Damasco; i poeti di età augustea, come Virgilio, Properzio, Ovidio e Orazio, mostrarono una forte avversione per la regina e furono i diffusori della propaganda a lei contraria ripresa dai loro successori e sopravvissuta per secoli, anche se fu proprio Virgilio nell'Eneide a introdurre la storia amorosa di Antonio e Cleopatra nell'immaginario collettivo. Cleopatra viene inoltre menzionata in molti altri testi latini, sia storiografici sia poetici, da cui si evincono alcuni dettagli altrimenti sconosciuti della sua vita.
La visione romana su Cleopatra è racchiusa nella breve biografia, l'unica giuntaci dal mondo antico esplicitamente su di lei, contenuta nel De viris illustribus urbis Romae, anonimo del IV secolo:
(De viris illustribus urbis Romae, 86)
Non sono giunte a noi opere integrali egizie o ellenistiche, più vicine alla prospettiva della regina, anche se abbiamo riferimenti di carattere numismatico e papirologico, oltre a frammenti dell'opera storica di Socrate di Rodi e della Lybika di Giuba II di Mauretania, marito di Cleopatra Selene. In Egitto la figura di Cleopatra resistette comunque al passare degli anni e un culto a lei dedicato è attestato fino al 373 d.C., nel tempio di Iside a File. Siamo in possesso, inoltre, di un papiro del 33 a.C., ritrovato nei drappeggi di una mummia, su cui è presente una parola scritta a mano da Cleopatra stessa (γινέσθωι, ginésthoi, "che accada"), controfirma utilizzata per evitare la contraffazione di documenti reali; questo reperto è un esempio quasi unico di autografo reale dall'antichità, poiché ne possediamo solamente altri due, uno di Tolomeo X e uno di Teodosio II. Infine, un'opera letteraria sulla cosmetica, citata da Galeno, Aezio di Amida e Paolo di Egina, fu scritta da una certa Cleopatra; tuttavia il nome Cleopatra non era infrequente nel mondo ellenistico e quella all'ultima sovrana tolemaica è quasi certamente un'attribuzione tardo-antica, dichiarata infatti solamente da Aezio e Giovanni Tzetzes, ma non da Galeno.

### Cleopatra nell'eredità storica culturale

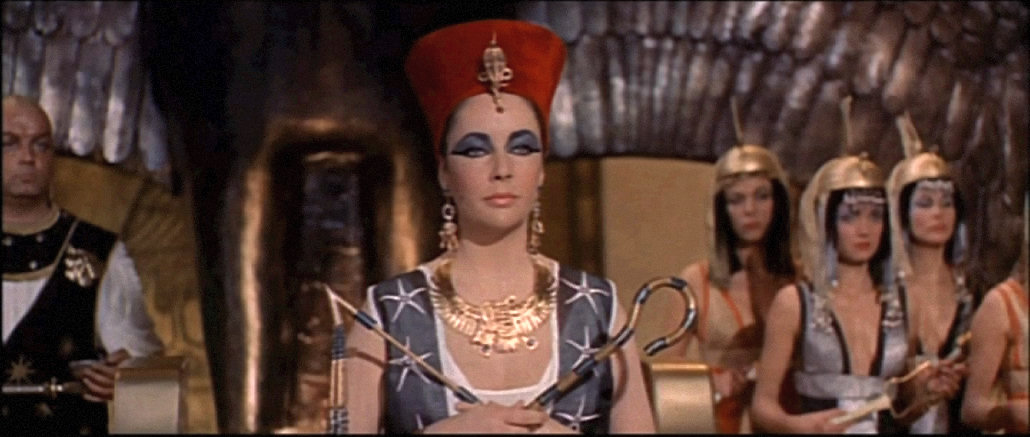
Elizabeth Taylor veste i panni di Cleopatra nel film colossal Cleopatra (1963), una delle più celebri interpretazioni nella storia del cinema

Nell'aspetto positivo di coraggio, intelligenza e saggezza, la figura di Cleopatra fu successivamente ripresa nella tradizione letteraria bizantina e araba: per quanto riguarda la prima, il vescovo cristiano Giovanni di Nikiu, cittadina sul delta del Nilo, nelle sue Cronache descrisse Cleopatra come una sovrana che lavorò instancabilmente nell'interesse del proprio popolo. Nel mondo arabo la regina fu al centro di diverse ricostruzioni: il primo a citarla fu lo storico Ibn Abd al-Hakam, che nel suo resoconto sulla conquista araba dell'Egitto attribuì a lei la costruzione del faro di Alessandria, e anche altri autori arabi citarono le opere architettoniche da lei fatte realizzare; altri la lodarono per le sue qualità accademiche, nei campi della medicina, dell'alchimia, della matematica, della cosmetica e della filosofia, come gli scrittori al-Masudi e al-Jildaki; infine, sono giunte a noi anche alcune storie di carattere romantico-amoroso incentrate sulla figura di Cleopatra, dai tratti fantasiosi e drammatici.
La visione romana, dovuta a pregiudizi culturali e di genere, sopravvisse invece a lungo nel mondo occidentale, continuando nelle produzioni letterarie e artistiche di tutte le epoche; questi pregiudizi sono alla base, per esempio, della biografia della regina presente nel De mulieribus claris del poeta medievale Giovanni Boccaccio (1362), dell'inserimento di Cleopatra tra i lussuriosi descritti da Dante Alighieri nella Divina Commedia nel quinto canto dell'Inferno (1314) e dei dipinti barocchi dell'artista veneziano Giambattista Tiepolo (anni 1740). Non mancarono tuttavia le eccezioni, come in La leggenda delle donne eccellenti di Geoffrey Chaucer (seconda metà del XIV secolo), in cui però venne esaltata solamente la sua fedeltà ad Antonio, nel celebre Antonio e Cleopatra di William Shakespeare (1607), o nel Libretto apologetico delle donne di Bernardino Cacciante (1504), in cui l'autore difese le azioni delle donne famose della storia e risollevò l'immagine di Cleopatra nell'ambiente culturale italiano. Nel campo dell'arte figurativa, la figura di Cleopatra fu per la prima volta immortalata nei dipinti rinascimentali di Raffaello Sanzio e Michelangelo Buonarroti e nelle sculture seicentesche di Baccio Bandinelli e Alessandro Vittoria, che la rappresentarono per primi in piedi e nuda nell'atto del suicidio, tema poi ripreso da molti altri.

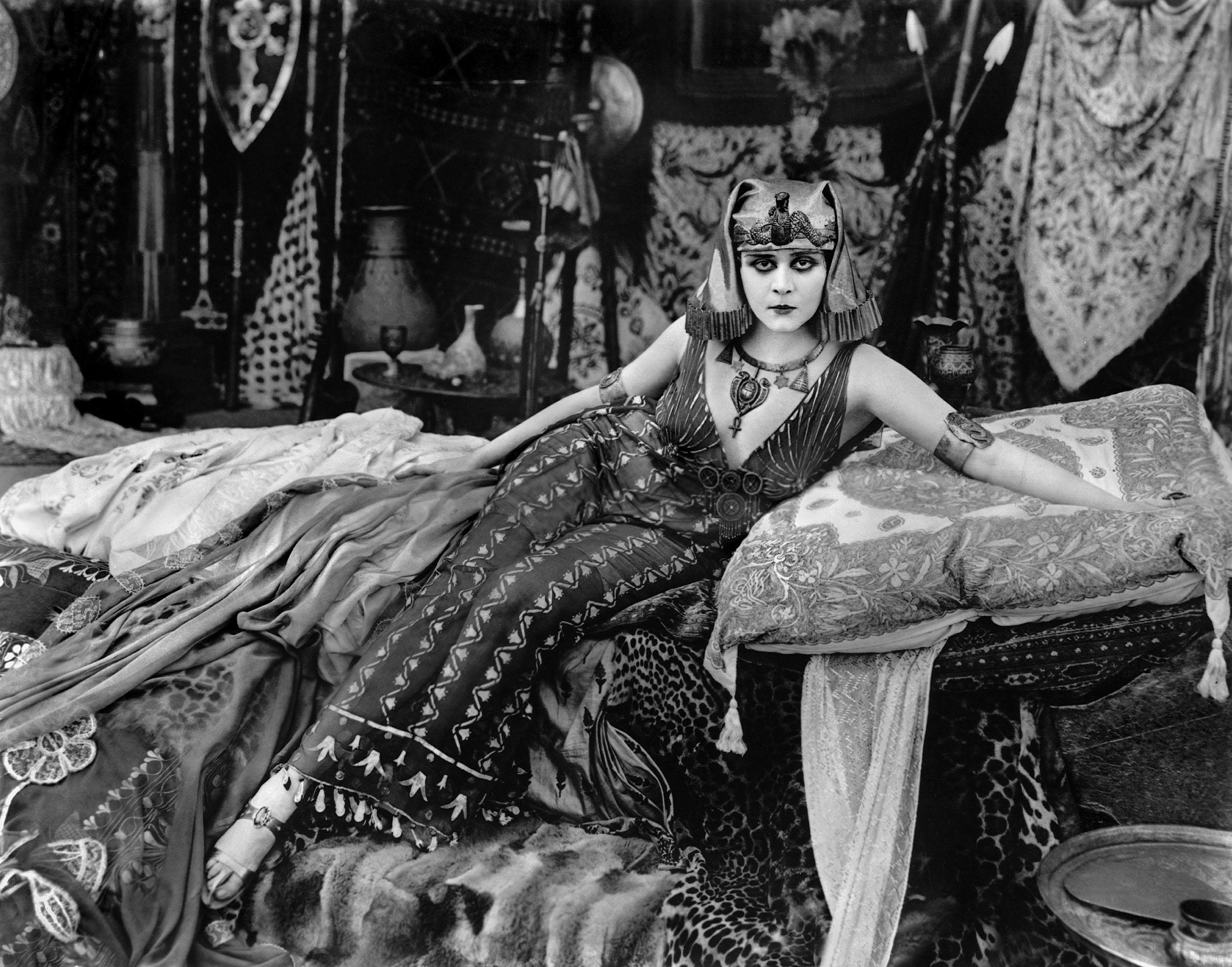
Theda Bara interpreta la regina nel film Cleopatra (1917), ormai andato quasi completamente perduto

La svolta nella cultura occidentale per quanto riguarda il modo di vedere la civiltà egizia avvenne dopo la campagna d'Egitto di Napoleone Bonaparte (1798-1801), che portò ai primi studi sul campo; in particolare le rappresentazioni artistiche di Cleopatra persero i connotati tipicamente europei e introdussero elementi tipici egizi e una caratterizzazione fisica della regina con tratti più orientaleggianti. Tra la fine del XIX e l'inizio del XX secolo, nella Belle Époque, si assistette a un'ancora maggiore diffusione dell'immagine di Cleopatra, in Europa e in America Settentrionale: la regina diventò protagonista di romanzi, opere teatrali, balletti, film e pezzi d'arte di ogni genere. La narrazione popolare fino al XX secolo mantenne comunque intatta la visione di Cleopatra come seduttrice sfrenata, il cui climax fu raggiunto in campo cinematografico con le interpretazioni di Theda Bara nel 1917, in cui la protagonista ha i tratti di una regina "vamp", Claudette Colbert nel 1934, in cui Cleopatra servì da figura di marketing per la moda femminile egizieggiante del periodo, ed Elizabeth Taylor nel 1963.
Nel complesso la storia e la figura di Cleopatra sono state, nel mondo occidentale, oggetto d'interesse nei secoli per schiere di scrittori (storici, romanzieri, drammaturghi, poeti, ecc.) e artisti (pittori, scultori, ecc.), fino ad arrivare alle opere cinematografiche e videoludiche contemporanee. In totale, dalla tragedia Cléopâtre captive di Étienne Jodelle (1553) al romanzo The Memoires of Cleopatra di Margaret George (1997), Cleopatra è apparsa in almeno duecento spettacoli teatrali e romanzi, quarantacinque opere, cinque balletti e quarantatré film; per le opere d'arte figurativa a lei ispirate, invece, nei soli secoli XVII e XVIII ne furono prodotte non meno di duecentotrenta.
Cleopatra fu inoltre ripresa in vari momenti e movimenti storici come simbolo di lotta per l'autonomia contro la repressione etnica e sociale: ancora in tempi antichi fu vista come modello dagli egizi contro il dominio romano; nel III secolo l'autoproclamata regina di Palmira Zenobia, che lottò contro Roma e conquistò perfino l'Egitto, si attribuì una discendenza da Cleopatra; in tempi moderni è stata un modello per gli storici del femminismo; infine, durante il XX e XXI secolo è stata utilizzata come simbolo anche dagli afroamericani, teorizzando ella fosse classificabile come persona di colore (già negli anni 1860, comunque, lo scultore statunitense William Wetmore Story aveva rappresentato Cleopatra con caratteri fisici africani).

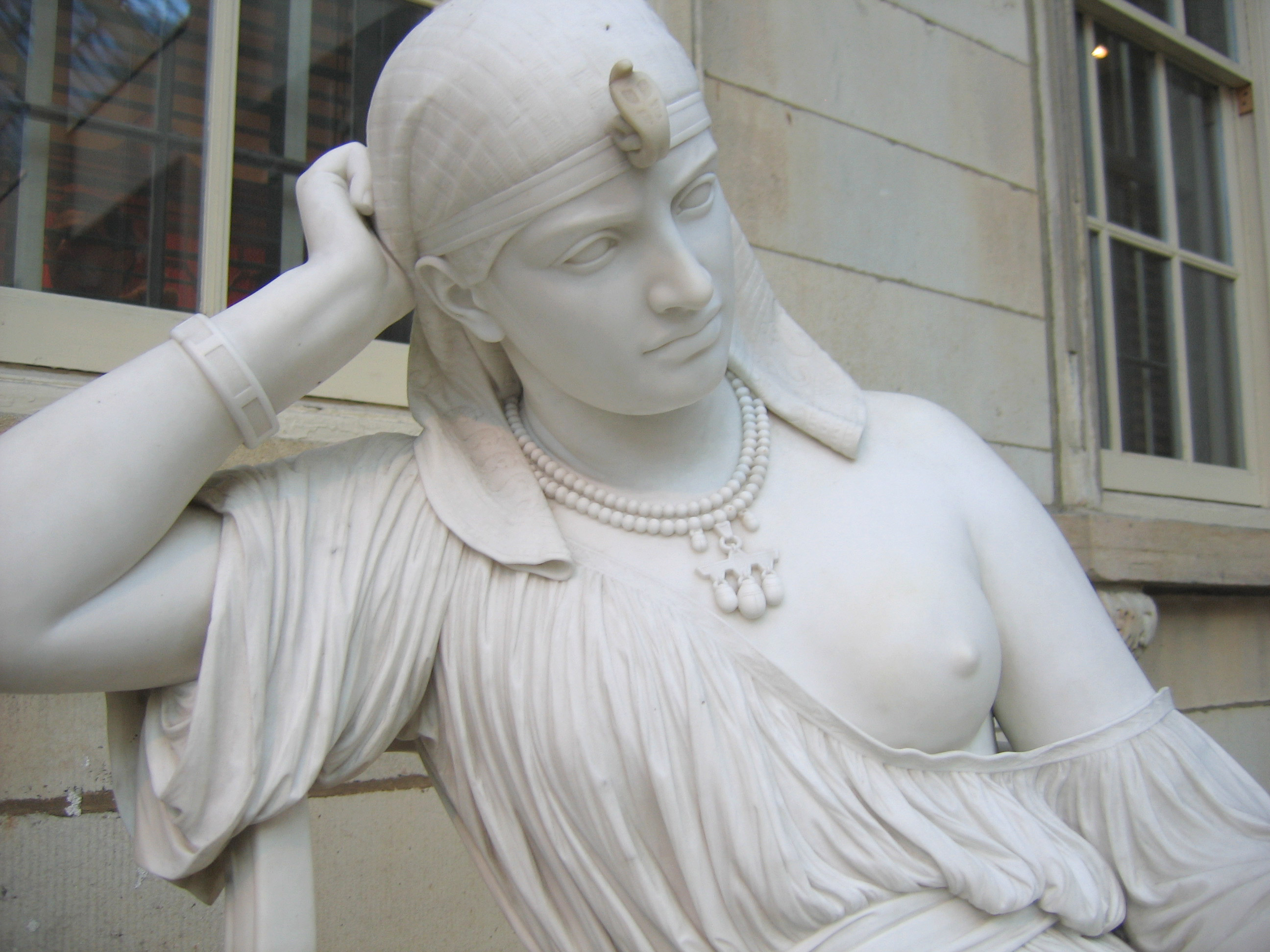
Dettaglio di Cleopatra, di William Wetmore Story (1869; Metropolitan Museum of Art, New York City)

### Aspetto fisico
Per quanto riguarda l'aspetto fisico della regina poco può essere detto: le uniche attestazioni certe sono i ritratti monetari e i due busti sicuramente attribuibili a lei (quello esposto all'Altes Museum di Berlino e quello del Museo Gregoriano Profano di Roma). Nonostante leggere differenze, tratti caratteristici di queste rappresentazioni sono la presenza di un naso aquilino, capelli ricci e mento prominente; inoltre è attestato che non fosse particolarmente alta. Le fonti letterarie antiche non sono invece d'accordo tra loro: Plutarco affermò che la bellezza di Cleopatra non era incomparabile a quella di altre donne, ma che il suo fascino derivava dalla sua personalità; Cassio Dione, invece, la presentò come una donna di una bellezza senza eguali. La rappresentazione moderna di Cleopatra come donna bellissima è comunque iniziata secoli dopo, con l'Antonio e Cleopatra di Shakespeare; nonostante ciò, gli storiografi contemporanei ritengono opportuno concentrarsi di più sulla personalità carismatica della regina anziché sul suo aspetto.
Per ciò che concerne la questione del colore della pelle della regina, se cioè fosse classificabile (secondo la moderna terminologia, influenzata dal contesto culturale statunitense) come "persona di colore" o "bianca", è impossibile dare un'indicazione esatta di quale fosse la realtà: l'assenza di un corpo da cui estrarre DNA affidabile fa ricadere le ricerche sulle sole fonti letterarie, artistiche e archeologiche, le quali però non portano prove certe e sufficienti in tal senso.

## Ascendenza
|             |   |                  | Genitori      |  |  | Nonni      |  |  | Bisnonni     |  |
|             |   |                  |               |  |  | Tolomeo IX |  |  | Tolomeo VIII |  |
|             |   |                  |               |  |  | Tolomeo IX |  |  | Tolomeo VIII |  |
|             |   | Cleopatra III    |               |  |  | Tolomeo IX |  |  |              |  |
| Tolomeo XII |   |                  |               |  |  | Tolomeo IX |  |  |              |  |
|             |   | Cleopatra Selene | Tolomeo VIII  |  |  |            |  |  |              |  |
|             |   | Cleopatra Selene | Tolomeo VIII  |  |  |            |  |  |              |  |
|             |   | Cleopatra Selene | Cleopatra III |  |  |            |  |  |              |  |
| Cleopatra   |   | Cleopatra Selene |               |  |  |            |  |  |              |  |
|             | … | …                |               |  |  |            |  |  |              |  |
|             | … | …                |               |  |  |            |  |  |              |  |
|             | … | …                |               |  |  |            |  |  |              |  |
| …           | … |                  |               |  |  |            |  |  |              |  |
|             |   | …                | …             |  |  |            |  |  |              |  |
|             |   | …                | …             |  |  |            |  |  |              |  |
|             |   | …                | …             |  |  |            |  |  |              |  |
|             |   | …                |               |  |  |            |  |  |              |  |

### Esplicative
1. ↑  Busto marmoreo di scuola alessandrina raffigurante la regina Cleopatra, databile tra il 50 e il 38 a.C., ritrovato sulla via Appia tra Ariccia e Genzano di Roma, ora conservato nella collezione di arte antica di Berlino (Porträtkopf der Kleopatra VII, su smb-digital.de).
2. ↑  L'epiteto "Tea Filopatore" significa "Dea amante del Padre" e veniva tradotto in demotico con nṯrt mr(t) it.s (netjeret, mer(et) it.es) (Leprohon 2013, p. 188).
3. ↑  IPA: /klɛɔˈpatraː tʰɛaː pʰiloˈpatɔːr/ (traslitterato: Kleopátra Theà Philopátōr).
4. ↑  La data della morte di Cleopatra è dibattuta tra il 10 e il 12 agosto del 30 a.C.: Günther Hölbl afferma che la prima è probabilmente ricavata seguendo il calendario romano, la seconda il nostro (Hölbl 2001, p. 248). Clemente Alessandrino nella Stromateis afferma che dopo la morte di Cleopatra i suoi figli regnarono per 18 giorni e se il regno di Augusto iniziò ufficialmente il 30 agosto, come sembrano indicare le fonti papirografiche, allora la data di morte della regina sarebbe da collocare al 12 agosto (cfr. discussione alla nota 17 in  Cleopatra VII, su instonebrewer.com.).
5. ↑  Per una discussione più completa sulla questione materna di Cleopatra, vedere la nota 3 in Cleopatra VII e la nota 33 in  Ptolemy XII, su instonebrewer.com.
6. ↑  Le lingue citate da Plutarco sono tutte correlate con la storia di Cleopatra: l'Etiopia e la Trogloditica erano territori a sud dell'Egitto strettamente collegati economicamente e culturalmente con il regno tolemaico sin dai tempi di Tolomeo II; l'Arabia, allo stesso modo, era un'importante terra di scambi mercantili e diplomatici, soprattutto per quanto riguarda il regno nabateo; i territori della Giudea e della Siria erano da tempo oggetto delle mire espansionistiche egizie e la lingua degli Ebrei di cui parla Plutarco era probabilmente l'aramaico, mentre quella dei Siri il siriaco; la Media e la Partia non erano invece direttamente correlate con i Tolomei, ma con i Seleucidi, e furono territori importanti negli ultimi anni di regno di Cleopatra (Roller 2010, pp. 46-48).
7. ↑  La statua, copia in marmo di prima età imperiale da un originale perduto, proviene dagli Horti Lamiani a Roma ed è di dubbia identificazione: alcuni studiosi la vedono come una rappresentazione di Venere-Iside, mentre altri hanno avanzato l'ipotesi di un'identificazione con Cleopatra, basandosi su alcuni elementi decorativi come il cobra presente sul vaso e alcuni tratti facciali (per una discussione più approfondita, si veda Wagner 2017).
8. ↑  L'incontro tra Cesare e Cleopatra è stato oggetto di speculazione sin dai tempi antichi; due fonti principali ce lo raccontano: Cassio Dione scrive che la regina, non fidandosi di emissari, incontrò il dittatore entrando ad Alessandria di notte, vestita in modo regale e mostrando tutta la propria bellezza, avendo sentito che Cesare era propenso a instaurare relazioni personali con molte donne (Cassio Dione, XLII, 34); Plutarco, invece, narrando di un evento più suggestivo e meglio ricordato nell'immaginario moderno, scrive che la regina si imbarcò per il palazzo al calar della notte e, arrivata in città, si fece avvolgere in un tappeto dal suo amico Apollodoro di Sicilia, che riuscì così a portarla in spalla fino alle stanze di Cesare (Plutarco, Cesare, 49.1-2).
9. ↑  Il busto marmoreo esposto al Museo Gregoriano Profano fu ritrovato nel 1784 presso la villa dei Quintili, sulla via Appia, e risale agli anni 40-30 a.C.; l'identificazione con Cleopatra è possibile grazie alla grande somiglianza con i ritratti numismatici a lei sicuramente attribuibili (Kleiner 2005, p. 151). Fino al 1986 era posto su una statua non pertinente ora al Museo Pio-Clementino (Portrait of Cleopatra VII (?), su ancientrome.ru).
10. ↑  Statua marmorea, copia romana della fine del V secolo proveniente dalla villa dei Quintili da originale greco; la testa è un calco non pertinente della testa di Cleopatra esposta nel Museo Gregoriano Profano (Statue presumable portraying Cleopatra VII, su ancientrome.ru).
11. ↑  Il matrimonio non è citato né da Cassio Dione o da Flavio Giuseppe, né da fonti egizie, mentre Plutarco ne accenna solamente di sfuggita; inoltre, il contesto delle donazioni era quello in cui si cercava di rendere Cleopatra legittima congiunta di Cesare, a sfavore di Ottaviano, e quindi la notizia di tale unione era probabilmente solo frutto della propaganda di quest'ultimo (Roller 2010, p. 100).
12. ↑  L'affresco risale al I secolo ed è stato ritrovato nella casa di Giuseppe II a Pompei; la donna rappresentata nell'atto di compiere il suicidio è stata identificata o con la cartaginese Sofonisba o con Cleopatra, nel qual caso l'uomo con il diadema dietro di lei sarebbe Cesarione (Roller 2010, pp. 177-178).
13. ↑  Olimpo, il fisico personale di Cleopatra citato da Plutarco, non menziona nei propri scritti la causa esatta della morte della regina (Plutarco, Antonio, 82.2; Roller 2010, p. 148) ed è quindi la versione di Strabone la più antica a noi giunta; questi afferma che sono due le narrazioni in sua conoscenza: il morso di un aspide o l'utilizzo di un unguento velenoso (Strabone, XVII, 1.10). Plutarco ci fornisce una narrazione più dettagliata e fantasiosa, attribuendo la morte al morso di un aspide che la regina si era fatta spedire in una cesta, e aggiungendo che con lei si suicidarono anche due sue ancelle, Iras e Carmione; tuttavia, ci offre anche altre ipotesi, come quella di un morso accidentale ma ben accolto da parte del serpente, oppure l'uso di una spilla velenosa nascosta in un pettine (Plutarco, Antonio, 85-86.1-2). Egli afferma inoltre che secondo alcuni l'unico segno di violenza trovato sul corpo della regina furono due piccoli fori sul braccio (Plutarco, Antonio, 86.3) e questo elemento è ripreso anche da Cassio Dione, il quale asserisce che la modalità di suicidio è sconosciuta e riporta tutte le ipotesi fatte dai suoi predecessori (Cassio Dione, LI, 14). Altri storici, come Floro e Velleio Patercolo, affermano con convinzione la versione del morso di serpente (Floro, II, 21.11; Velleio Patercolo, II, 87), mentre il medico romano Galeno, menzionando questa probabilità, avanza più fermamente l'ipotesi di un avvelenamento attraverso una ferita che si era autoinferta con un morso (Roller 2010, p. 149). Infine, Svetonio riporta la storia del serpente, ma esprime dubbi sulla sua veridicità (Svetonio, II Augusto, 17.4).
14. ↑  Questa quantità di denaro era così vasta che è impossibile che un solo uomo potesse tenerla con sé in maniera sicura; questo porterebbe a pensare che in realtà la somma fu raccolta dai tesori dei templi egizi, a riprova del forte legame che Cleopatra era riuscita a stabilire con la classe sacerdotale egizia (Hardman 2003, p. 171).
15. ↑  Di particolare interesse è una serie di tetradrammi della città di Ascalona emessi nel 48 a.C., quando la città non era ancora territorio tolemaico e la regina era ancora molto giovane; probabilmente queste monete servirono a rappresentare l'alleanza con la regina durante la guerra civile alessandrina (Roller 2010, p. 179).
16. ↑  Cleopatra viene descritta come fatale monstrum da Orazio e meretrix regina da Properzio (Orazio, Odi, I, 37; Properzio, III, 11); sulla loro scia Lucano le si appella come dedecus Aegypti, Latii feralis Erinys, Romano non casta malo ("vergogna d'Egitto, ferale Erinni del Lazio, corrotta per il male di Roma") e Cassio Dione dice che Κλεοπάτρα δὲ ἄπληστος μὲν Ἀφροδίτης ἄπληστος δὲ χρημάτων γενομένη ("Cleopatra fu una donna di insaziabile lussuria e insaziabile avarizia") (Lucano, X, 68-70; Cassio Dione, LI, 15.4).
17. ↑  L'Eneide attua un parallelismo tra la storia di Enea e Didone e quella di Antonio e Cleopatra: Enea, mitico fondatore di Roma e antenato di Cesare stesso, crea un legame amoroso e politico con la regina nordafricana Didone, la quale però alla fine si toglie la vita; nonostante le evidenti differenze tra il racconto virgiliano e la storia di Cleopatra, come il fatto che Enea abbandona alla fine l'amata per compiere il proprio dovere in Italia, la rappresentazione di Didone è diventata quella canonica e ha influenzato le successive raffigurazioni di Cleopatra stessa (Jones 2006, pp. 117-118).
18. ↑  Un trattato sulle malattie femminili fu pubblicato tra il II e il IV secolo da Metrodora, autrice greca istruita nell'arte medica; tuttavia, alcune traduzioni latine medievali o moderne attribuirono l'opera a Cleopatra e sotto il suo nome fu pubblicata fino al XVI secolo (Miles 2004, pp. 141-142).

### Riferimenti
1. ↑  Tyldesley 2008, p. 44.
2. ↑  Plutarco, Antonio, 73.3; Tyldesley 2008, p. 28.
3. ↑  Fletcher 2008, p. 1; McKenna 2009, pp. 39-42.
4. ↑  Bierbrier 2008, p. 50.
5. ↑  Strabone, XVII, 1.11; Burstein 2007, p. 11.
6. ↑  Burstein 2007, p. 11; Roller 2010, p. 15.
7. ↑  Strabone, XVII, 1.11; Roller 2010, p. 16.
8. ↑  Roller 2010, pp. 15-16.
9. ↑  Strabone, XIV, 6.6.
10. ↑  Hölbl 2001, p. 210.
11. ↑  Bierbrier 2008, p. 187.
12. ↑  Roller 2010, p. 59.
13. ↑  Tyldesley 2008, p. 28; cfr. nota 4 in  Cleopatra VII, su instonebrewer.com.
14. ↑  Grant 2011, p. 283.
15. ↑  Filostrato, Vite dei Sofisti, V; Roller 2010, p. 45.
16. ↑  Plutarco, Antonio, XXVII, 3; Roller 2010, pp. 46-50.
17. ↑  Roller 2010, p. 21.
18. ↑  Appiano, Bell. civ., II, 23; Strabone, XIV, 6.6; Burstein 2007, p. 13; Roller 2010, pp. 3, 22.
19. ↑  Roller 2010, p. 3.
20. ↑  Burstein 2007, p. 31.
21. ↑  Strabone, XVII, 1.11; Roller 2010, p. 24.
22. ↑  Cassio Dione, XXXIX, 57.1-2; Roller 2010, p. 24.
23. ↑  Plutarco, Antonio, 3; Roller 2010, p. 24.
24. ↑  Cassio Dione, XXXIX, 57.3.
25. ↑  Cassio Dione, XXXIX, 58.3; Burstein 2007, p. 13; Roller 2010, p. 25.
26. ↑  Appiano, Bell. civ., V, 8; Roller 2010, pp. 25, 77.
27. ↑  Cassio Dione, XLII, 35.4; Cesare, De Bello Civili, III, 108; Burstein 2007, p. 14; Roller 2010, p. 26.
28. ↑  Burstein 2007, p. 14; Roller 2010, p. 27.
29. ↑  Strabone, XVII, 1.11; Burstein 2007, p. 14; Hölbl 2001, p. 230.
30. ↑  Cassio Dione, XLII, 35.4; Burstein 2007, p. 14.
31. ↑  Hölbl 2001, p. 231.
32. ↑  Tyldesley 2008, p. 42.
33. ↑  Cicerone, ad Familiares, VIII, 4; Roller 2010, p. 53.
34. ↑  Burstein 2007, pp. 14-15; Tyldesley 2008, p. 42.
35. ↑  Burstein 2007, p. 16.
36. ↑  Burstein 2007, pp. 15-16; Hölbl 2001, p. 231; Roller 2010, p. 53
37. ↑  Grant 2011, p. 49; Burstein 2007, pp. 16-17; Hölbl 2001, p. 231.
38. ↑  Burstein 2007, p. 17; Roller 2010, pp. 59, 159.
39. ↑  Strabone, XVII, 1.11; Burstein 2007, p. 17; Miller, Browning 2008, p. 46.
40. ↑  Cassio Dione, XLII, 3; Cesare, De Bello Civili, III, 103; Burstein 2007, pp. 17-18.
41. ↑  Cassio Dione, XLII, 4; Cesare, De Bello Civili, III, 103-104; Burstein 2007, p. 18.
42. ↑  Cesare, De Bello Civili, III, 104.
43. ↑  Cassio Dione, XLII, 8; Cesare, De Bello Civili, III, 106.
44. ↑  Cassio Dione, XLII, 9.1; Cesare, De Bello Civili, III, 107.
45. ↑  Cesare, De Bello Civili, III, 106; Burstein 2007, p. 18.
46. ↑  Cassio Dione, XLII, 34-35; Burstein 2007, p. 18; Canfora 2006, p. 167; Roller 2010, pp. 61-62.
47. ↑  Cassio Dione, XLII, 36-38; Cesare, De Bello Civili, III, 108-111.
48. ↑  Cassio Dione, XLII, 38.2; Cesare, De Bello Civili, III, 111.
49. ↑  Cassio Dione, XLII, 39.2; Cesare, De Bello Civili, III, 112.
50. ↑  Cassio Dione, XLII, 39.1.
51. ↑  Cassio Dione, XLII, 40.1; De Bello Alexandrino, 4.
52. ↑  Cassio Dione, XLII, 40; De Bello Alexandrino, 11-16.
53. ↑  Cassio Dione, XLII, 42-43; De Bello Alexandrino, 24.
54. ↑  Cassio Dione, XLII, 40-42; De Bello Alexandrino, 25-26.
55. ↑  Cassio Dione, XLII, 43; De Bello Alexandrino, 27-32; Grant 2011, p. 77.
56. ↑  Cassio Dione, XLII, 44; De Bello Alexandrino, 33; Hölbl 2001, p. 237.
57. ↑  Cassio Dione, XLII, 45-46; Svetonio, I Cesare, 76.3; De Bello Alexandrino, 33; Hölbl 2001, p. 237.
58. ↑  Hölbl 2001, p. 237.
59. ↑  Cassio Dione, XLII, 44.3; Burstein 2007, p. 19; Roller 2010, pp. 64-65.
60. ↑  Appiano, Bell. civ., II, 90.
61. ↑  Plutarco, Cesare, 49.10; Bierbrier 2008, p. 187; Hölbl 2001, p. 238.
62. ↑  Hölbl 2001, pp. 237-238.
63. ↑  Roller 2010, pp. 108-109.
64. ↑  Roller 2010, pp. 110-111.
65. ↑  Roller 2010, p. 104.
66. ↑  Roller 2010, pp. 108-109, 112-113.
67. ↑  Roller 2010, pp. 111-112.
68. ↑  Roller 2010, pp. 113–114, 176–177.
69. ↑  Roller 2010, p. 114.
70. ↑  Fletcher 2008, p. 219.
71. ↑  Fletcher 2008, pp. 218-219; Roller 2010, p. 114.
72. ↑  Plinio il Vecchio, Nat. hist., V, 10; Hölbl 2001, p. 239.
73. ↑  Seneca, Naturales quaestiones, IV, 2.16; Hölbl 2001, p. 239.
74. ↑  Appiano, Bell. civ., IV, 61-108; Hölbl 2001, p. 239.
75. ↑  Flavio Giuseppe, Contro Apione, II, 5; Hölbl 2001, p. 239.
76. 1 2  Grant 2011, p. 103.
77. ↑  Cassio Dione, XLIII, 27.3; Cicerone, ad Atticum, XV, 15.2; Fletcher 2008, pp. 181-182; Hölbl 2001, p. 238.
78. ↑  Appiano, Bell. civ., II, 201; Fletcher 2008, p. 197.
79. ↑  Roller 2010, pp. 72, 126.
80. ↑  Fletcher 2008, p. 194; Hölbl 2001, p. 239; Roller 2010, p. 74.
81. ↑  Roller 2010, pp. 71-72, 74.
82. ↑  Fletcher 2008, p. 203.
83. ↑  Cicerone, ad Atticum, XIV, 8.1; Flavio Giuseppe, Ant. iud., XV, 4.1; Fletcher 2008, pp. 207-208; Hölbl 2001, p. 239; Roller 2010, pp. 74-75.
84. ↑  Cassio Dione, XLVII, 31.5; Hölbl 2001, p. 239.
85. ↑  Appiano, Bell. civ., III, 24-26; Cassio Dione, XLVII, 26-29; Grant 2011, p. 101.
86. ↑  Appiano, Bell. civ., III, 78; Grant 2011, p. 101; Roller 2010, p. 75.
87. ↑  Appiano, Bell. civ., III, 78; IV, 62; Cassio Dione, XLVII, 30; Grant 2011, p. 101; Roller 2010, p. 75.
88. ↑  Appiano, Bell. civ., IV, 63; Grant 2011, p. 101.
89. ↑  Appiano, Bell. civ., IV, 61; Grant 2011, pp. 101-102; Roller 2010, p. 75.
90. ↑  Grant 2011, p. 102.
91. ↑  Appiano, Bell. civ., IV, 63; Grant 2011, p. 102.
92. ↑  Grant 2011, pp. 102-103.
93. ↑  Appiano, Bell. civ., IV, 74; Grant 2011, p. 103; Roller 2010, p. 75.
94. ↑  Grant 2011, p. 105; Roller 2010, p. 75.
95. ↑  Appiano, Bell. civ., IV, 82; Grant 2011, p. 105; Roller 2010, p. 75.
96. ↑  Roller 2010, p. 76.
97. ↑  Appiano, Bell. civ., V, 7; Cassio Dione, XLIX, 32.3; Roller 2010, p. 76.
98. ↑  Plutarco, Antonio, 25-26; Roller 2010, p. 76.
99. ↑  Appiano, Bell. civ., V, 8; Plutarco, Antonio, 25; Roller 2010, p. 77.
100. ↑  Appiano, Bell. civ., V, 8; Plutarco, Antonio, 26; Roller 2010, pp. 77-78.
101. ↑  Appiano, Bell. civ., V, 9; Cassio Dione, XLVIII, 24.2; Roller 2010, p. 79.
102. ↑  Appiano, Bell. civ., V, 10-11; Cassio Dione, XLVIII, 24.3; Plutarco, Antonio, 28; Roller 2010, pp. 79-80.
103. ↑  (EN) Barry Strauss, Cleopatra and Caesar, su Barry Strauss, 5 luglio 2023. URL consultato il 21 novembre 2024.
104. ↑  Roller 2010, pp. 80-81.
105. ↑  Roller 2010, pp. 81-82.
106. ↑  Roller 2010, pp. 82-83.
107. ↑  Strabone, XIV, 5.10; Roller 2010, p. 83.
108. ↑  Appiano, Bell. civ., V, 52; Cassio Dione, XLVIII, 25-27; Plutarco, Antonio, 30; 36.3; Roller 2010, p. 83.
109. ↑  Roller 2010, p. 83.
110. ↑  Appiano, Bell. civ., V, 64-66; Cassio Dione, XLVIII, 27-31; Plutarco, Antonio, 30; 31; Roller 2010, pp. 84-85.
111. ↑  Flavio Giuseppe, Ant. iud., XIV, 13-14; Roller 2010, pp. 86-87.
112. ↑  Roller 2010, p. 87.
113. ↑  Appiano, Bell. civ., V, 67; 93-95; Cassio Dione, XLVIII, 39; 54; Plutarco, Antonio, 33; 35; Roller 2010, p. 89.
114. ↑  Appiano, Bell. civ., V, 95; Cassio Dione, XLVIII, 54.5; Plutarco, Antonio, 35-36; Roller 2010, p. 90.
115. ↑  Plutarco, Antonio, 36; Roller 2010, p. 92.
116. ↑  Plutarco, Antonio, 36; Roller 2010, p. 93.
117. ↑  Plutarco, Antonio, 36; Roller 2010, p. 94.
118. ↑  Roller 2010, p. 94.
119. ↑  Roller 2010, p. 95.
120. ↑  Plutarco, Antonio, 36; Roller 2010, pp. 90-91.
121. ↑  Roller 2010, pp. 94-95.
122. ↑  Roller 2010, pp. 93-95.
123. ↑  Flavio Giuseppe, Ant. iud., XV, 4.2; Plutarco, Antonio, 37; Roller 2010, pp. 95-96.
124. ↑  Roller 2010, p. 96.
125. ↑  Plutarco, Antonio, 51; Roller 2010, p. 97.
126. ↑  Plutarco, Antonio, 53; Roller 2010, p. 97.
127. ↑  Cassio Dione, XLIX, 39; Roller 2010, p. 99.
128. ↑  Cassio Dione, XLIX, 32; Plutarco, Antonio, 50; Roller 2010, p. 99.
129. ↑  Cassio Dione, XLIX, 41; Plutarco, Antonio, 54; Roller 2010, pp. 99-100.
130. 1 2  Roller 2010, p. 100.
131. ↑  Cassio Dione, XLIX, 41; Roller 2010, p. 101.
132. ↑  Plutarco, Antonio, 55; Roller 2010, pp. 129-130.
133. ↑  Plutarco, Antonio, 37.4; 58; Roller 2010, pp. 130-133.
134. ↑  Babelon, pp. 195-196 (Antonia, 95); Crawford 543/2; CRI 345; Sydenham 1210.
135. ↑  Appiano, Ill., 27-28; Cassio Dione, L, 1-2; Plutarco, Antonio, 55-56.
136. ↑  Cassio Dione, L, 3.
137. ↑  Cassio Dione, L, 2; Roller 2010, p. 134.
138. ↑  Plutarco, Antonio, 56.1-2; Roller 2010, p. 134.
139. ↑  Cassio Dione, L, 15; Plutarco, Antonio, 58.2; 59.4; 63.2; Roller 2010, p. 135.
140. ↑  Plutarco, Antonio, 56-57; Roller 2010, p. 135.
141. ↑  Plutarco, Antonio, 60; Roller 2010, p. 137.
142. ↑  Plutarco, Antonio, 58.3-4; Roller 2010, pp. 135-136.
143. ↑  Plutarco, Antonio, 60.1; Jones 2006, p. 147; Roller 2010, pp. 136-137.
144. ↑  Roller 2010, p. 103.
145. ↑  Plutarco, Antonio, 61-62; Roller 2010, pp. 137, 139.
146. ↑  Plutarco, Antonio, 61; Roller 2010, pp. 137-138.
147. ↑  Plutarco, Antonio, 62; Roller 2010, p. 137.
148. ↑  Plutarco, Antonio, 63; Roller 2010, p. 138.
149. ↑  Plutarco, Antonio, 63; Roller 2010, p. 139.
150. ↑  Cassio Dione, L, 15.4; Plutarco, Antonio, 64-65.
151. ↑  Roller 2010, p. 139.
152. ↑  Plutarco, Antonio, 66-67; Burstein 2007, pp. 30-31; Roller 2010, pp. 139-140.
153. ↑  Cassio Dione, LI, 5; Plutarco, Antonio, 68-69; Roller 2010, p. 140.
154. ↑  Cassio Dione, LI, 5.6; Plutarco, Antonio, 69.2; Roller 2010, p. 141.
155. ↑  Plutarco, Antonio, 69.4; 71.2; Roller 2010, p. 141.
156. ↑  Cassio Dione, LI, 5.5; Roller 2010, pp. 140-141.
157. ↑  Plutarco, Antonio, 71.1; Roller 2010, pp. 141-142.
158. ↑  Plutarco, Antonio, 69.2-3; Roller 2010, p. 142.
159. ↑  Cassio Dione, LI, 7.1; Roller 2010, p. 142.
160. ↑  Roller 2010, p. 143.
161. ↑  Cassio Dione, LI, 6.1; Roller 2010, pp. 142-143.
162. ↑  Cassio Dione, LI, 6; Plutarco, Antonio, 72; Roller 2010, p. 143.
163. ↑  Cassio Dione, LI, 6.6; Plutarco, Antonio, 72-73; Roller 2010, pp. 143-144.
164. ↑  Cassio Dione, LI, 9; Plutarco, Antonio, 74; Roller 2010, pp. 144-145.
165. ↑  Cassio Dione, LI, 10; Plutarco, Antonio, 74-76; Roller 2010, p. 145.
166. ↑  Cassio Dione, LI, 10; Roller 2010, p. 145.
167. ↑  Cassio Dione, LI, 11; Roller 2010, pp. 145-146.
168. ↑  Cassio Dione, LI, 11; Roller 2010, p. 146.
169. ↑  Roller 2010, pp. 146, 149-150.
170. ↑  Cassio Dione, LI, 13; Plutarco, Antonio, 84-86; Roller 2010, pp. 147-148.
171. ↑  Cassio Dione, LI, 14; Plutarco, Antonio, 85-86; Strabone, XVII, 1.10; Roller 2010, pp. 148-149.
172. ↑  Plutarco, Antonio, 86; Roller 2010, p. 147.
173. ↑  Cassio Dione, LI, 15; Plutarco, Antonio, 81-82; 87; Roller 2010, p. 150.
174. ↑  Thonemann 2018, pp. 6, 39.
175. ↑  Cassio Dione, LI, 17; Plutarco, Antonio, 86.4; Roller 2010, p. 151.
176. ↑  Orazio, Odi, I, 37; Properzio, III, 11; Hölbl 2001, p. 249; Roller 2010, p. 149.
177. ↑  Valle dei Re, l'egittologo Zahi Hawass: "Individuata la tomba di Cleopatra, sepolta insieme a Marco Antonio"
178. ↑  Tunnel discovered beneath Egyptian temple may lead to Cleopatra’s tomb, archaeologist says
179. ↑  Wallis Budge 2012, p. 19.
180. ↑  Leprohon 2013, pp. 187-188.
181. ↑  Tyldesley 2007, p. 46.
182. ↑  Muccioli 2004, pp. 113-114.
183. ↑  Plutarco, Antonio, 54.6; Muccioli 2004, p. 113.
184. ↑  BCD Peloponnesos 531; RPC I 1245; SNG Copenhagen -; BMC 14-15.
185. ↑  Roller 2010, pp. 106-107.
186. ↑  Roller 2010, p. 106.
187. ↑  Metcalf 2012, p. 228.
188. ↑  Kleiner 2005, p. 28; Roller 2010, p. 107.
189. ↑  Fletcher 2008, p. 205.
190. ↑  Roller 2010, p. 107.
191. ↑  Roller 2010, pp. 182-183.
192. ↑  Roller 2010, p. 179.
193. ↑  Fletcher 2008, p. 104; Roller 2010, p. 179.
194. ↑  Roller 2010, p. 7.
195. ↑  Cicerone, ad Familiares; Cicerone, ad Atticum; De Bello Alexandrino; Roller 2010, p. 8.
196. ↑  Plutarco, Cesare; Antonio; Roller 2010, pp. 7-8.
197. ↑  Cassio Dione, XLIX-LI; Roller 2010, p. 8.
198. ↑  Flavio Giuseppe, Ant. iud., XIV-XV; Roller 2010, p. 8.
199. ↑  Orazio, Epodi, IX; Ovidio, Metamorfosi, XV; Virgilio, VIII; Roller 2010, p. 8.
200. ↑  Appiano, Bell. civ., II-V; Lucano, X; Marziale, Epigrammi, IV; Strabone; Svetonio, I Cesare; II Augusto; Velleio Patercolo, II; Roller 2010, p. 8.
201. ↑  Burstein 2007, p. 68.
202. ↑  Roller 2010, pp. 8-9.
203. ↑  Roller 2010, p. 151.
204. ↑  Burstein 2007, p. 70; Roller 2010, p. 123.
205. ↑  Plant 2004, p. 135; Roller 2010, pp. 50-51.
206. ↑  Giovanni di Nikiu, LXVII, 9; Jones 2006, p. 170.
207. ↑  al-Hakam, La Conquista dell'Egitto, 40-41; El-Daly 2005, p. 133.
208. ↑  al-Masudi, Le praterie d'oro; El-Daly 2005, pp. 133, 135.
209. ↑  El-Daly 2005, p. 136.
210. ↑  Anderson 2003; Burstein 2007, p. 68; Chauveau 2004, pp. 21, 78.
211. ↑  Anderson 2003, p. 54; Burstein 2007, p. 69.
212. ↑  Burstein 2007, p. 69.
213. ↑  Anderson 2003, pp. 54-55.
214. ↑  Anderson 2003, pp. 60-62.
215. ↑  Childs, Libby 2017, p. 188; Miles 2011, pp. 6-7.
216. ↑  Childs, Libby 2017, p. 188.
217. ↑  Burstein 2007, p. 68; Miles 2011, pp. 178-183.
218. ↑  Chauveau 2004, pp. 1-2.
219. ↑  Miles 2011, p. 195.
220. ↑  Historia Augusta, Tyr. Trig., 30; Burstein 2007, p. 69.
221. ↑  Burstein 2007, pp. 69-70.
222. ↑  Roller 2010, p. 3; Wallenfeldt, What did Cleopatra look like?.
223. ↑  Jones 2006, pp. 16-18; Roller 2010, p. 3.
224. ↑  Cassio Dione, XLII, 34; Plutarco, Antonio, 27.
225. ↑  Wallenfeldt, What did Cleopatra look like?.
226. ↑  Ashton 2009, pp. 1-8.